# Mount Kenya
Mount Kenya (gĩkũyũ: Kirinyaga; embu: Kirenia; maa: Ol Donyo Keri; meru: Kirimara) är med toppen Batian på 5 199 m ö.h. det högsta berget i Kenya och det näst högsta i Afrika, efter Kilimanjaro. Mount Kenya är beläget i landets centrala del, strax söder om ekvatorn, ungefär 170 kilometer nord-nordost om Nairobi, Kenyas huvudstad. Berget kan ses från staden vid klart väder. Berget har gett namn åt landet Kenya.
Mount Kenya är en slocknad stratovulkan, som skapades ungefär tre miljoner år efter att östafrikanska gravsänkesystemet bildats. För några tusen år sedan var toppen täckt av en glaciär. Det har gjort att sluttningarna av Mount Kenya är väldigt eroderade, med flera dalar som strålar ut från bergets topp. Nuförtiden finns det 11 små glaciärer i toppområdet, vilka dock håller på att försvinna. Berget är viktigt för vattenförsörjningen till stora delar av Kenya.
Vulkanen har länge varit helig för kikuyu-, meru- och embufolken, som har haft sina hemländer runt berget. Berget tros av massajerna vara guden Ngais hem.
De första européerna anlände till vulkanen 1849, då missionären Johann Ludwig Krapf såg berget, Världens forskare var länge skeptiska till att någon sett snö så nära ekvatorn. Att Mount Kenya fanns blev dock bekräftat 1883 och vulkanen blev undersökt för första gången under 1887. Mount Kenya bestegs slutligen 1899 av en klättringsexpedition ledd av Halford John Mackinder. Nuförtiden finns det många vandrings- och klättringsleder uppför berget. Det finns även bandas, raststugor, på vulkanens sluttningar.

## Topologi

Mount Kenya var en stratovulkan och liknade sannolikt Fujiberget på fotot före nedisningarna. De lägre sluttningarna har dock kvar sin form och gör det möjligt att skatta bergets ursprungliga höjd.

Mount Kenya som stratovulkan var aktiv från pliocen till pleistocen. Den ursprungliga kratern var då troligen över 6 000 meter hög; högre än Kilimanjaro. Sedan den slocknade har två större nedisningsperioder inträffat, vilket framgår av två rejäla ringar av morän nedanför glaciärerna. Den lägre moränen ligger på runt 3 300 m ö.h. Bergets lägsta sluttningar har dock aldrig varit nedisade. Nu är de odlade eller skogbevuxna. De utmärker sig genom V-formade dalar med branta sidor och många tillflöden. Högre upp på det nuvarande myrlandet har ispåverkan gjort dalarna grundare med U-formade platta bottnar. Numera når glaciärerna inte nedanför 4 650 m ö.h. Gregory föreslog redan 1894 att en heltäckande ishätta på toppen en gång eroderat ned topparna till vad de numera är.

Mount Kenyas huvudtoppar och glaciärer ligger nära bergets centrum.

Mount Kenyas toppar är nästan alla av vulkaniskt ursprung. Flertalet befinner sig nära toppkonens centrum. De centrala är en vulkanisk plugg som har motstått glacialerosion.
Topparna har en alpin prägel av sitt knaggliga utseende att döma. Typiskt för alpin terräng uppstår de högsta topparna och isolerade spetsiga tinnar vid skärningspunkter mellan kammar.
När Mount Kenya var aktiv förekom även viss satellitaktivitet. Den nord-östra sidan av berget har många gamla vulkanpluggar och kratrar. Den största, Ithanguni, hade till och med en egen ishätta, när huvudtopparna var täckta av is. Runda kullar med branta sidor finns det också gott om i detta område, vilka är troliga rester efter små igensatta öppningar.
De centrala topparna har bara några få mossor, lavar och små alpina växter som växer i klippskrevorna. Längre bort från mitten är de vulkaniska propparna täckta av vulkanisk aska och jord. Vegetationen på dessa toppar är typisk för den vegetationszon som de befinner sig i.
De högsta topparna är Batian 5 199 m ö.h., Nelion 5 188 m ö.h. och Pt Lenana 4 985 m ö.h.. Batian och Nelion ligger bara 250 m därifrån, men är separerade från Lenana genom Gates of Mist passet, vilket är ungefär lika djupt. Coryndon Peak 4 960 m ö.h. är därnäst högst, men olikt de föregående topparna bildar den inte en del av den centrala pluggen.
Andra toppar omkring den centrala pluggen innefattar Pt Piggot 4 957 m ö.h., Pt Dutton 4 885 m ö.h., Pt John 4 883 m ö.h., Pt John Minor 4 875 m ö.h., Krapf Rognon 4 800 m ö.h., Pt Peter 4 757 m ö.h., Pt Slade 4 750 m ö.h. och Midget Peak 4 700 m ö.h.. Alla dessa har en brant pyramidal form.
Särskilt taggiga isolerade toppar är Terere 4 714 m ö.h. och Sendeyo 4 704 m ö.h., som är två tvillingtoppar norr om huvudproppen. Tillsammans bildar de en stor parasitisk propp. Andra toppar som är värda att nämnas är Hatten 4 639 m ö.h., Delamere Peak, Macmillan Peak och Rotundu.

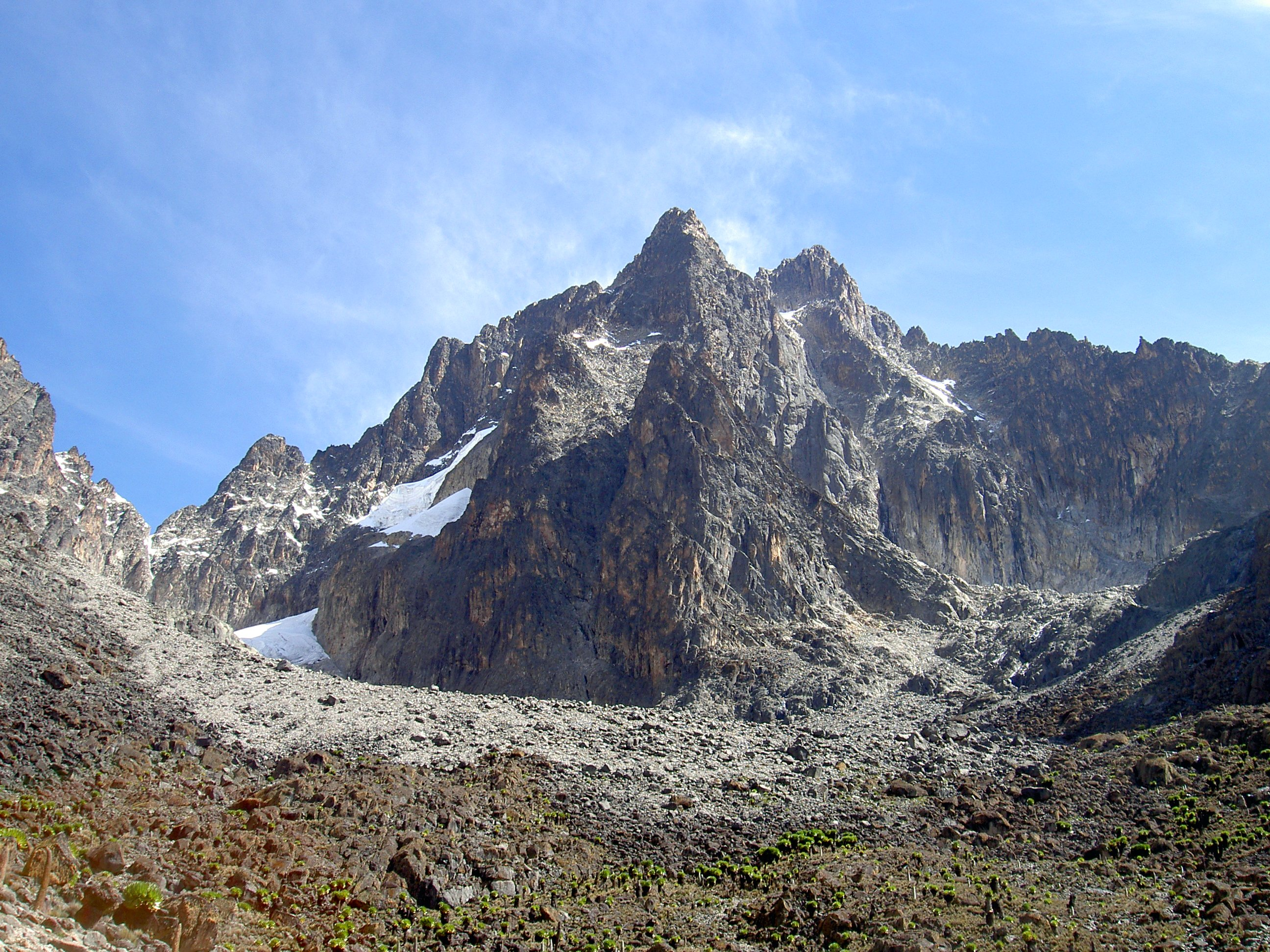
Batian till vänster, Nelion på den högra sidan och Slade i förgrunden
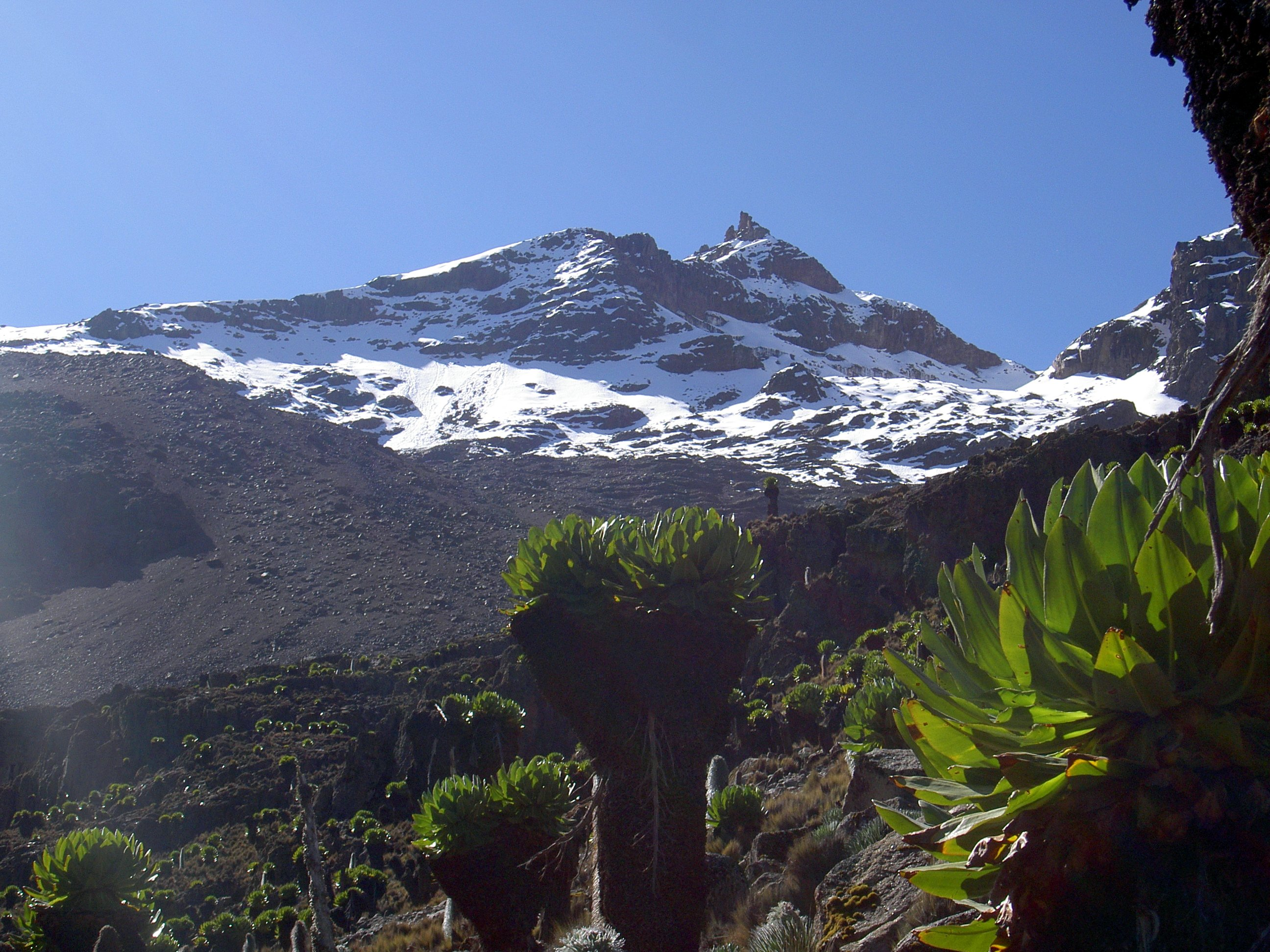
Lenana, den tredje högsta toppen, är den mest bestigna..
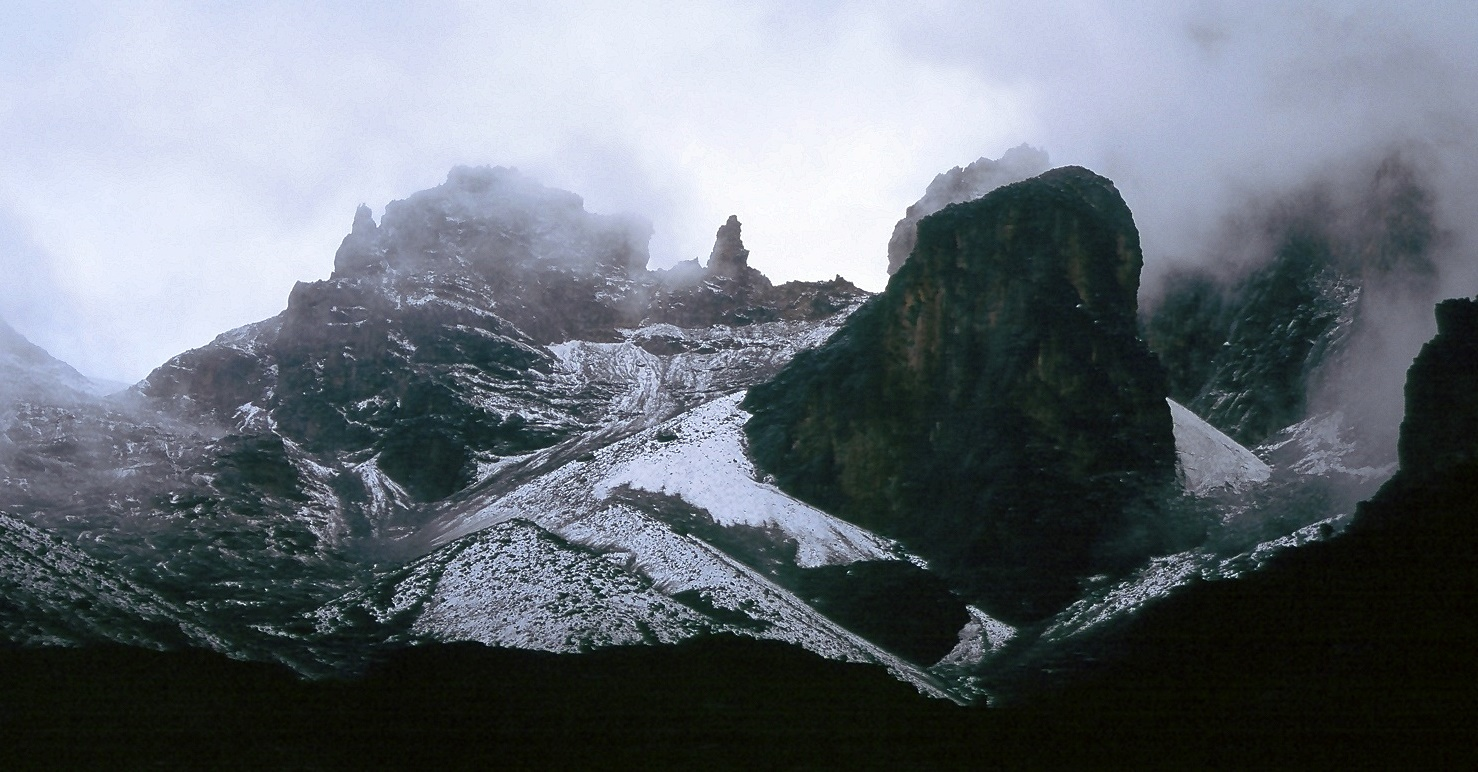
Krapf Rognon 4800 meter över havet och Krapf-glaciären
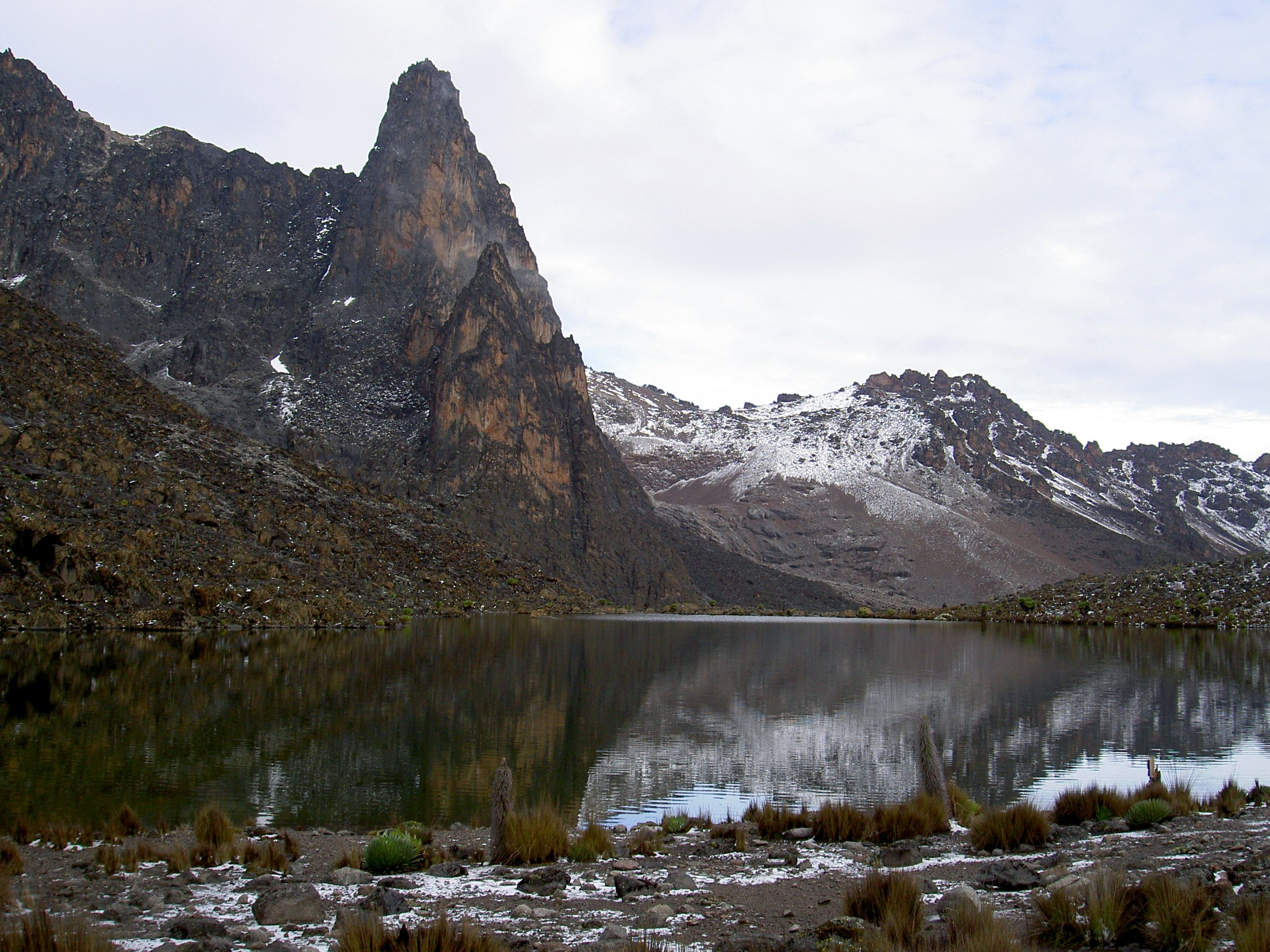
Midget toppen kan bestigas på en dag.
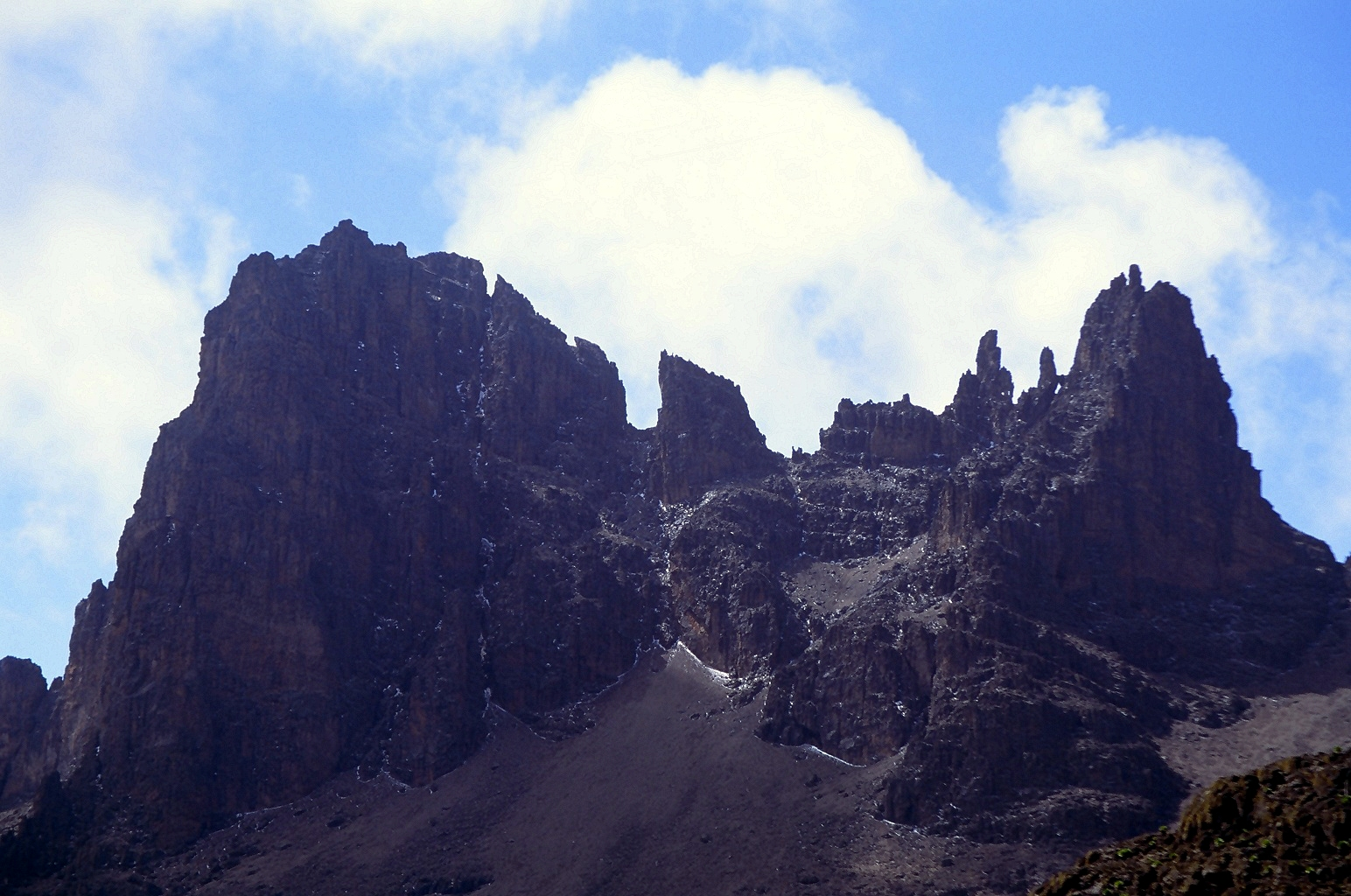
Terere och Sendeyo är två taggiga isolerade toppar
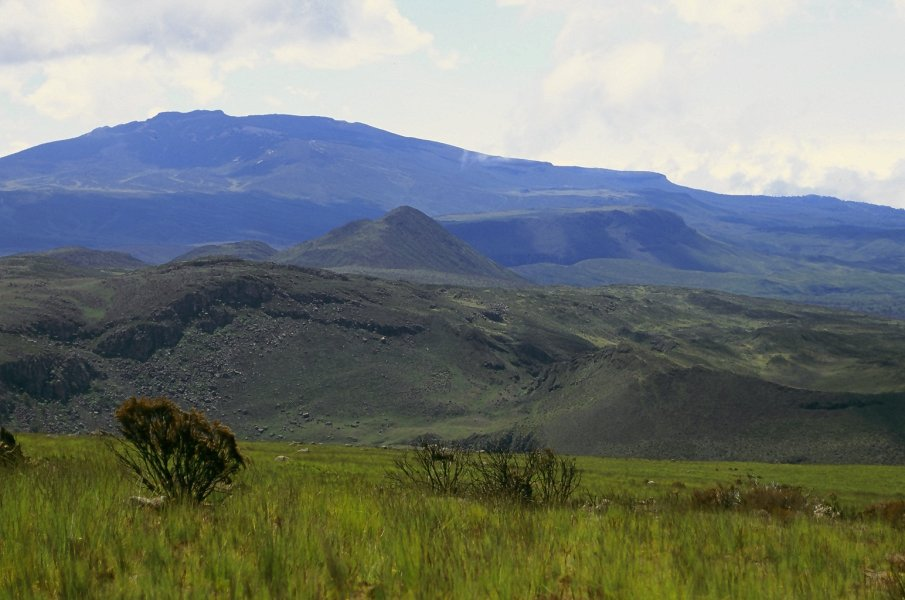
Mugi-kullen och jättarnas biljardbord erbjuder bästa tänkbara fjällvandring i Kenya.

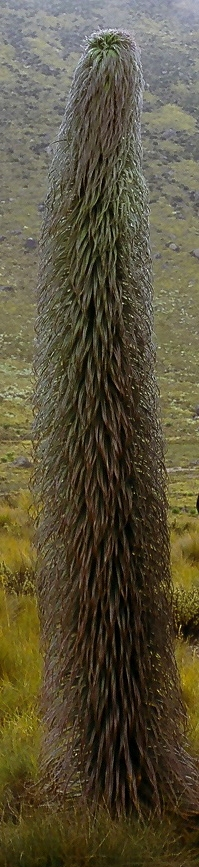
Lobelia telekiins blomställning kan nå en längd upp till 3 meter.

## Mount Kenya nationalpark och skogsreservat
Kirinyaga upptogs på Unescos världsarvslista 1997 i form av nationalparken som hade skapats redan 1949.
Parken tar emot över 15 000 besökare varje år. I området finns en mängd unika djur- och växtarter.
Det finns åtta olika vegetationszoner från bergets fot till dess topp. Sluttningarna vid bergets fot upp till cirka 3 000 meters höjd är täckta av olika sorters skog. Många arter, 13 av dem växter, är endemiska eller väldigt karakteristiska för Mount Kenya, såsom Lobelian, korsörter eller Klipphyraxen.
Tack vare detta har området över 3 200 meters höjd, ett område på 715 km², sedan 1949 avsatts som en nationalpark.

## Ekologisk variation längs höjdzonerna

Karta över Mount Kenyas vegetationszoner.

Flora och fauna på Mount Kenya är klart skiftande beroende på höjden över havet, regnmängd, väder och temperatur. Det finns också variationer inom höjdzonerna, beroende på bergssidans beskaffenhet och sluttningens aspekt. Begreppet aspekt syftar inom fysisk geografi främst på det väderstreck som bergssluttningarna vetter emot. Dessa är därför ofta uppdelade i zoner efter mildare upp till bistert klimat, vilka var och en har sin artskilda dominerande växtlighet. Flertalet växter på Mount Kenya har inte varit kända länge nog för att namn ska hunnit bli allmän del i språket. Många arter på Mount Kenya skiljs åt enbart genom deras vetenskapliga namn.
Regnväder på den gamla vulkanen kommer från Indiska Oceanen i öster och syd-öst.  Det följer att sluttningar som vetter ditåt är blötast. De våtare sluttningarna kan upprätthålla såväl tätare vanlig skog och av bambu, som annan växtlighet som kräver mer vatten för att överleva.  Därför har öst- och sydöstsluttningarna högre biodiversifikation än de nordliga och västra.
Mount Kenyas vegetationszoner är mycket tydliga. Det förhållandevis platta land som omger berget utnyttjas för jordbruk. De lägsta sluttningarna är täckta av alpin skog, som i öster och sydost ger vika för bambu. Ovanför detta ligger trädgränsens skog och därefter hedland och snårskog. Högre upp längs berget blir vegetationen mer specifikt anpassad till kylan i den afro-alpina zonen, och de ytor som nyligen har blivit nedisade är kända som den snötåliga zonen.
Vissa växter är typiska för respektive zon, där de mer specialiserade hittas på högre höjd.
Djur har förmågan att röra sig mellan skilda vegetationsområden, men förknippas likväl ofta med vissa zoner. Man har uppskattat att mer än tre fjärdedelar av afro-alpin vegetation är endemisk.

## Zoner

### Lågland som omger berget
Området som omger den gamla vulkanen sträcker sig upp till omkring 1 000 meter över havet. Klimatet är mycket varmt och torrt och vegetationen utgörs huvudsakligen av savann och taggiga busksnår.
Här växer många olika sorters gräs. Träden och buskarna i denna trakt används på ett antal olika sätt. Som till exempel Gummieuforbia som odlas av lokalbefolkningen som stängsel.
Det finns fläckar av inhemsk skogsbygd, där träd från akaciasläktet och tropikmandelväxter dominerar.  Andra träd, som av eukalyptussläktet och fruktträd, har introducerats för mat och av kommersiella orsaker.

### Odlingszon

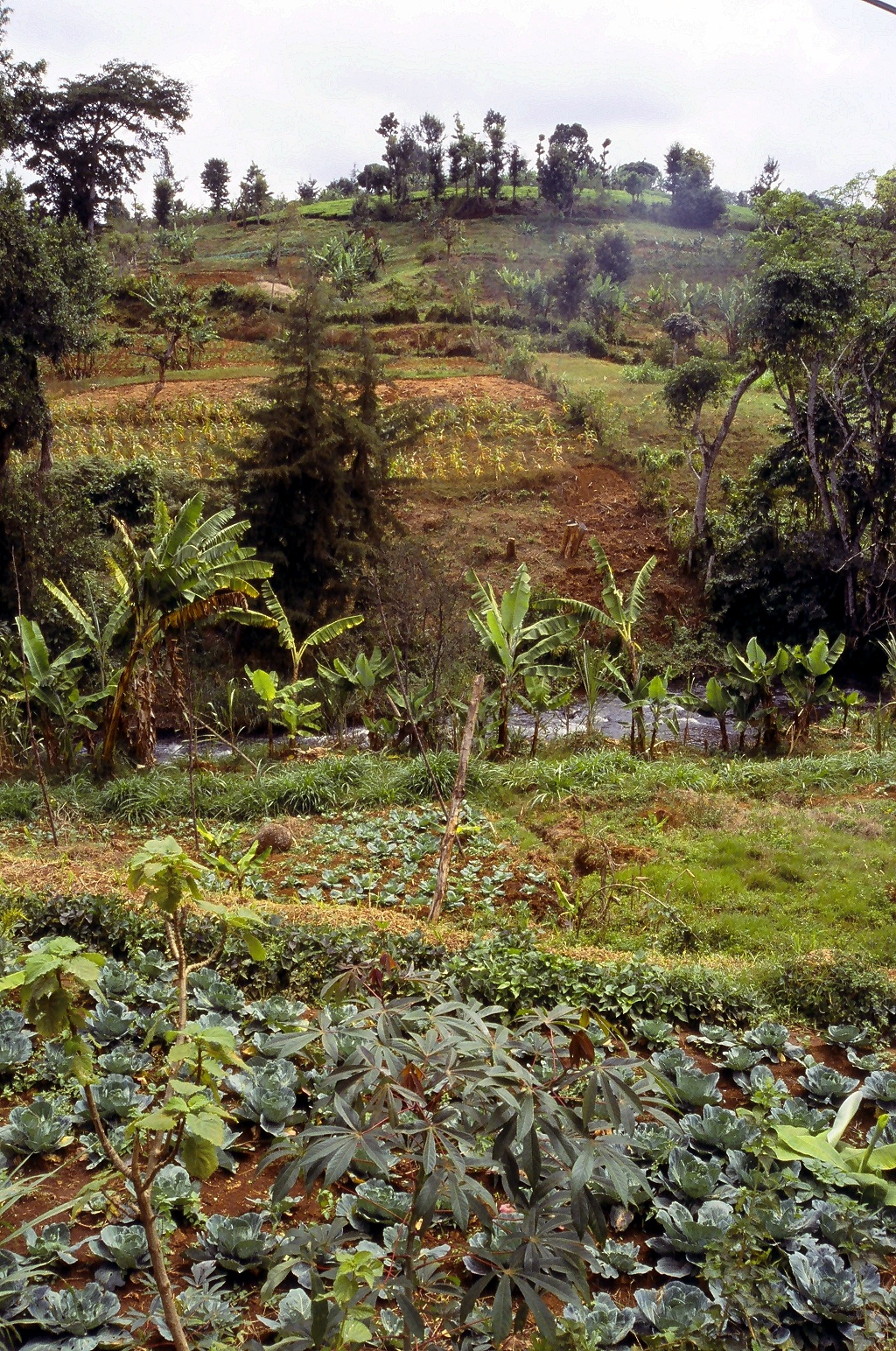
Mount Kenyas lägre sluttningar är mycket bördiga och området är kraftigt uppodlat.

Bergets lägre sluttningar under 1 800 meter över havet har en väldig potential för odling och här bedrivs intensivjordbruk. Jordarna är fuktiga och mycket bördiga till följd av vulkanisk aktivitet.
Huvuddelen av området som nu odlas omkring Mount Kenya var förr skog. Under avskogningen för att få fram mark för grödor och bete lämnades några trän kvar. Från dessa trän borde det vara möjligt att bilda sig en uppfattning om vilka träd som brukade förekomma i skogarna. Dessvärre är de inte alls representativa, eftersom träd ofta fälldes eller bevarades av särskilda skäl. Heliga eller nyttiga träd lämnades ofta kvar, och andra träd som oftast bevarades var de som växte intill och längs med jordbruksgrödor och de som tillhandahöll skugga för betande boskap. Fikonträd anses heliga av Kikuyu, och man kan ofta se dem stående på deras mark. Lika väl som att selektivt behålla inhemska trän, kan i planteringar med exotiska trän även hittas sådana med pinje, eukalyptus och cypress. Av dessa skäl är det inte rätt väg att utgående från de som nu växer, där skogen brukade stå, sluta sig till att de representerar den ursprungliga sammansättningen på skogarna.
Grödorna som odlas kring Mount Kenya har skiftat efter européernas ankomst och det ökade resandet. Folket som levde runt berget på 1800-talet odlade grödor som hirs, durror och yams, men nya sorter har introducerats. Det finns flera orsaker till förändringen av grödor, däribland växande jordbruk och tillkomsten av avsalugrödor. Före européernas ankomst brukade familjer endast odla vad som behövdes för hushållet och vara självförsörjande. Det huvudsakliga jordbruket runt Mount Kenya är numera för avsalugröda.
Te, kaffe, bönor, majs, bananer, potatis, ris, citrusfrukter, mango och grönsaker är grödor som odlas allmänt. Vilka grödor som odlas i olika väderstreck på berget skiljer sig åt, eftersom nederbördsmängderna är signifikant olika mellan de nordliga och de sydliga sluttningarna. De sydliga sluttningarna är mycket våtare och är därför ideala för att odla te och kaffe, medan de nordliga sluttningarna är alltför torra för dessa grödor. Några få storskaliga jordbruk har etablerats, där vete och  korn odlas. Boskap hålls ofta i de torrare och mindre produktiva områdena, särskilt kor för mjölkproduktion. Ett konstbevattningssystem har utvecklats, vilket har ökat produktiviteten i de torrare regionerna. När så många människor i Kenya är beroende av nederbörden på berget, reducerar dock detta den mängd vatten som når fram till mer avlägsna delar och medför torka där.
Mellan 1 800 och 2 500 meter över havet finns det sub-montan skog, som exploateras av lokalbefolkningen. Där finns många skogsbaserade industrier, som sågverk och möbelfabriker, etablerade runt dessa sluttningar.
Före år 1900 kunde man stöta på många vilda djur i Mount Kenyas lägre regioner. Buffel, noshörning, lejon och olika antiloper var vanliga, liksom flodhäst och krokodiler i vattendragen. Sedan 1900 har stora flertalet av dessa djur antingen blivit dödade eller lämnat området. Några få såsom hyena och jordpiggsvin finns kvar.

### Bergsskog

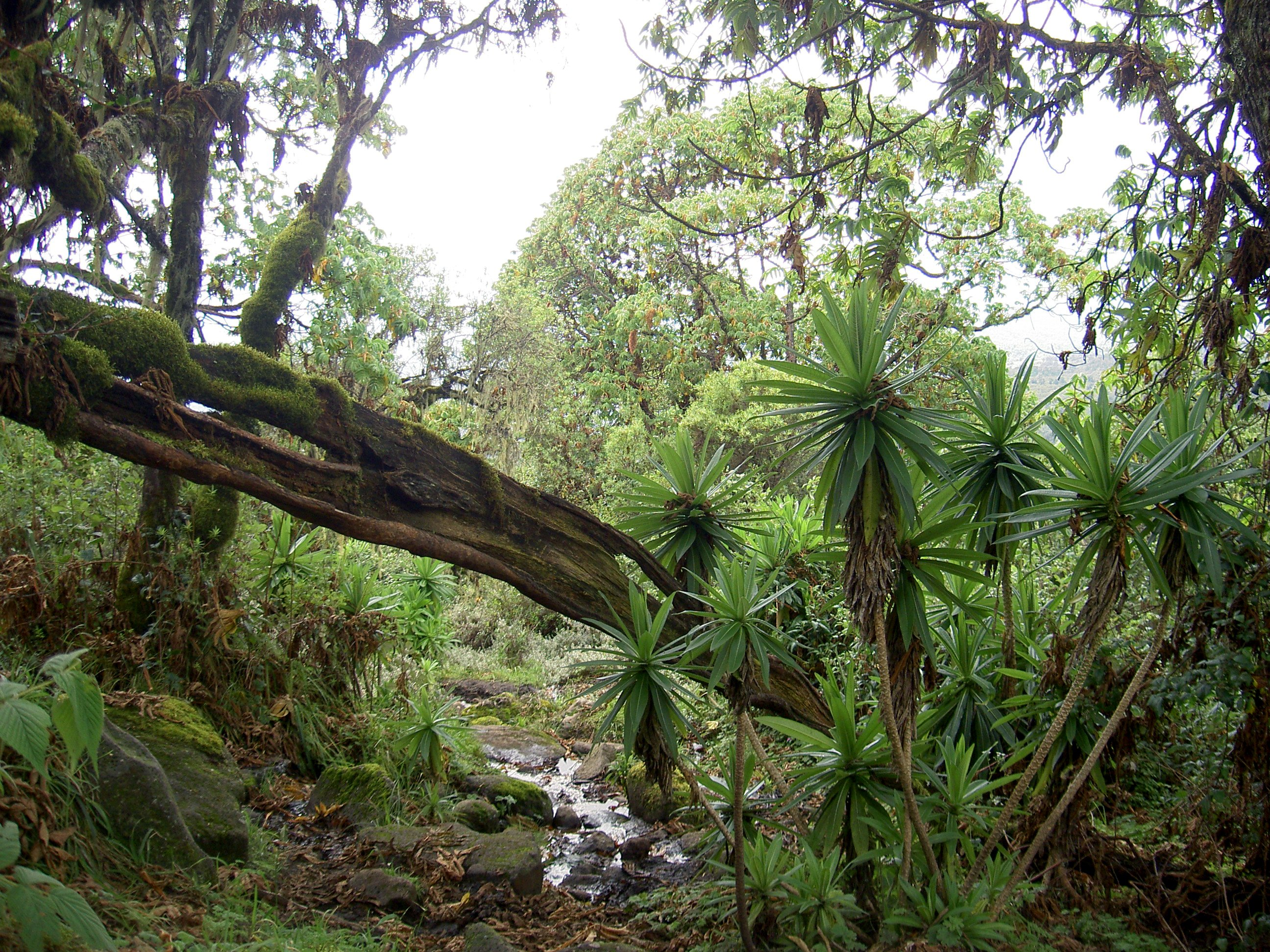
Den montana skogen kring Mount Kenya är full av ett otal arter.

Bergsskogens lägre gräns ligger mellan 2 000 och 2 500 meter över havet.
Här märks åter hur vegetationen varierar med bergsluttningarnas olika riktningar. På de sydöstra sluttningarna dominerar arten Ocotea usambarensis, som kan bli upp till 45 m hög. Här växer även mossor, lavar och ormbunkar.
På de norra sluttningarna är den östafrikanska enen, Juniperus procera, den dominanta arten.  Denna kan bli över 30 m hög och används som timmer. Också brukad som timmer är podo, Podocarpus milanjianus, som kan växa upp till 45 m höjd.
Det afrikanska olivträdet, Olea africana är vanligt förekommande i torrare skog och på lägre höjd. Schefflera liknar strypfikon, i det att den startar som en epifyt och tar död på värdträdet. Väl representerade buskar är flädersläktet genom Sambucus africanus och hallon.
Örter är allmänna i skogen.  Vanligast är klöver, shamrockärta (Parochetus communis), negerfrö (Guizotia reptans), balsaminsläktet (Impatiens spp.), lejonöra (Leonotis spp. och Plectranthus spp.) och brännässlor (Urtica massaica).
Många djurarter lever i bergsskogen. Några är bofasta, andra är besökare från angränsande zoner. Olika arter av apor, flera antiloper, träddassar (Dendrohyrax arboreus) och några större djur som elefant och buffel lever alla i skogen. Zebra hittar man bara på de nordliga sluttningarna, där skogsbältet är smalast. Några sällsynta arter, såsom skogssvin, suniantilop, och bergsbongo kan man också stöta på här. Predatorer inbegriper hyena, leopard och tillfälligtvis lejon. Här finns också många fågelarter, inklusive turakoer, frankoliner och näshornsfåglar.  Olika former av solfåglar och spindeljägare, papegojor, svalor och bergshökar förekommer allmänt. Vid Met Station på Naro Moru rutten, finner man den gröna ibisen (Mesembrinibis cayennensis) och orangebröstad trast,, vilka båda är sällsynta. Även på Naro Moru-rutten har man observerat att buffel har grävt i jorden med sina horn och ätit den. Troligen beror det på att jorden har hög halt av järn, som finns i hemoglobin och är nödvändigt för anpassning till höjden.

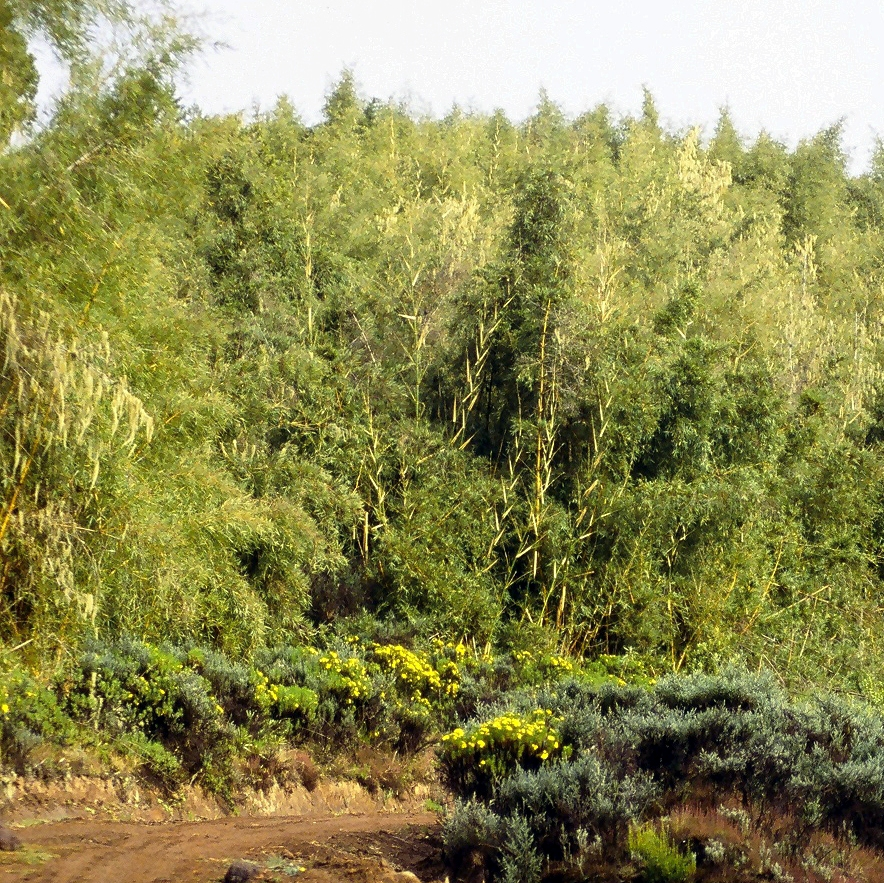
Bambun håller tillbaka annan växtlighet, vägar tillåter andra arter att breda ut sig.

### Bambuzonen
Bambuzonen stöter man på mitt inne i skogszonen.  Detta är helt naturligt och inget resultat av avskogning.  Bambu är mycket beroende av regn.  Av detta skäl växer den mycket sparsamt i norr, och på vissa platser är den helt frånvarande.  I väst kan bambun växa upp till 9 m höjd och kan i de våtare sydostsluttningarna växa sig så hög som 15 meter. Bambu undertrycker annan vegetation, men det finns spridda träd i denna zon, bland andra ur ensläktet, Podocarpus och trollhasselsläktet, plus blomväxter, ormbunkar och mossor.
Eftersom endast ett fåtal djur finner bambu smaklig, så är den bofasta faunan här obetydlig.  Det går dock åtskilliga stigar genom bambun, som stora djur som buffel och elefant har gjort på sin väg mellan skogarna och hedlandet högre upp på berget.

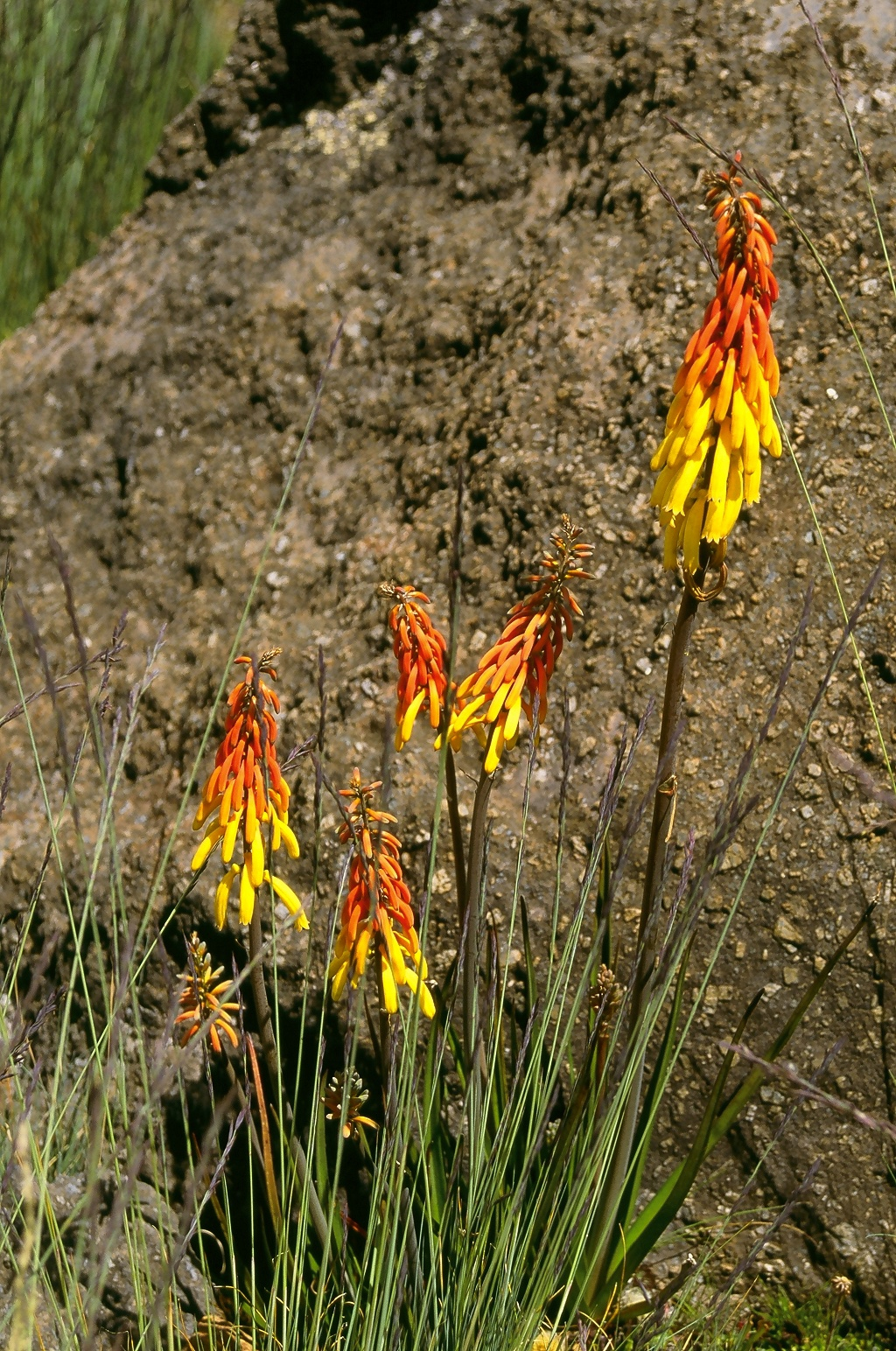
Oranga fackelliljor är några av blommorna som hittas i trädgränsskogen och lägre hedlandszoner.

### Trädgränsskogen

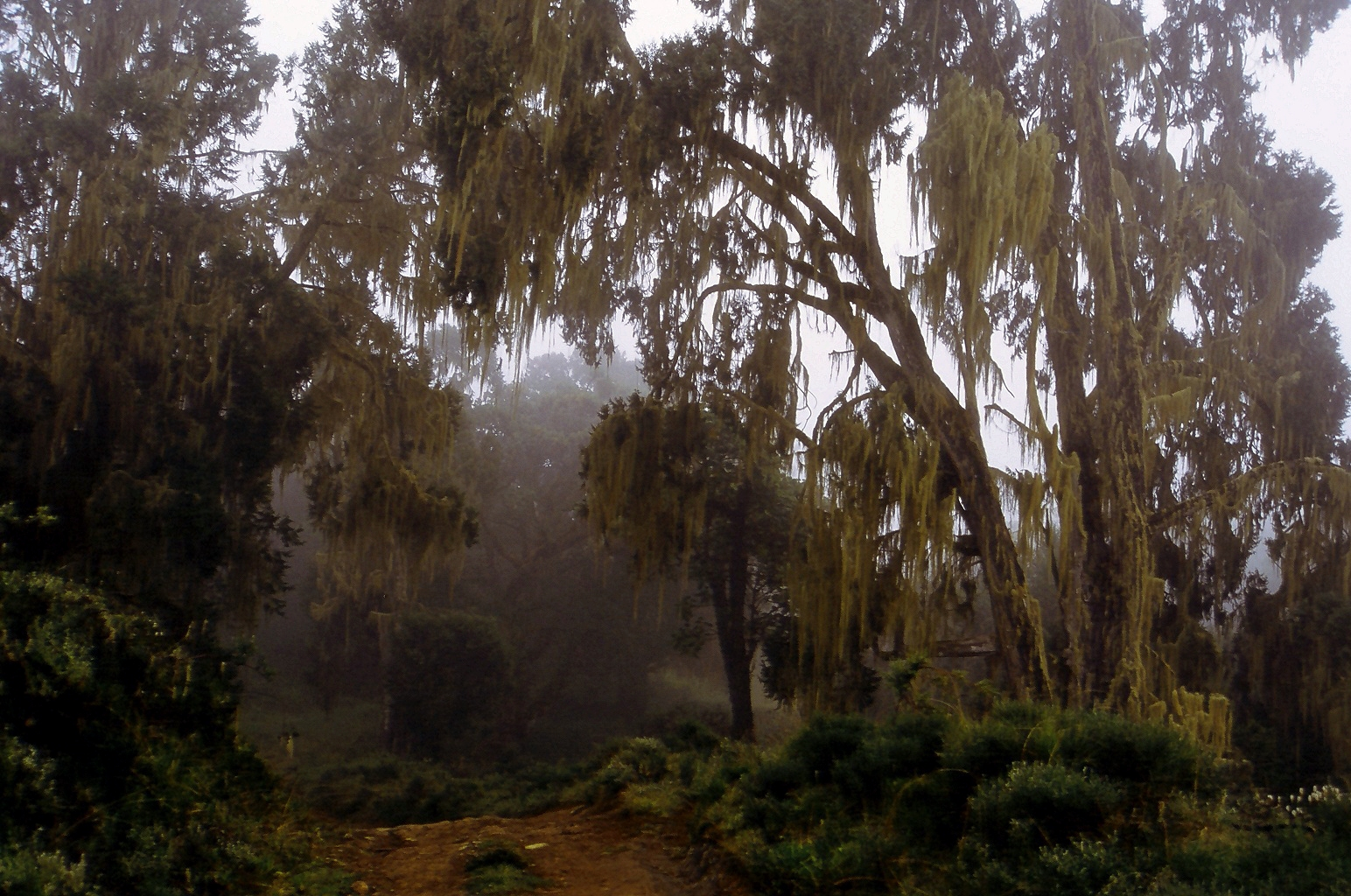
Lavar är vanliga i trädgränszonen.

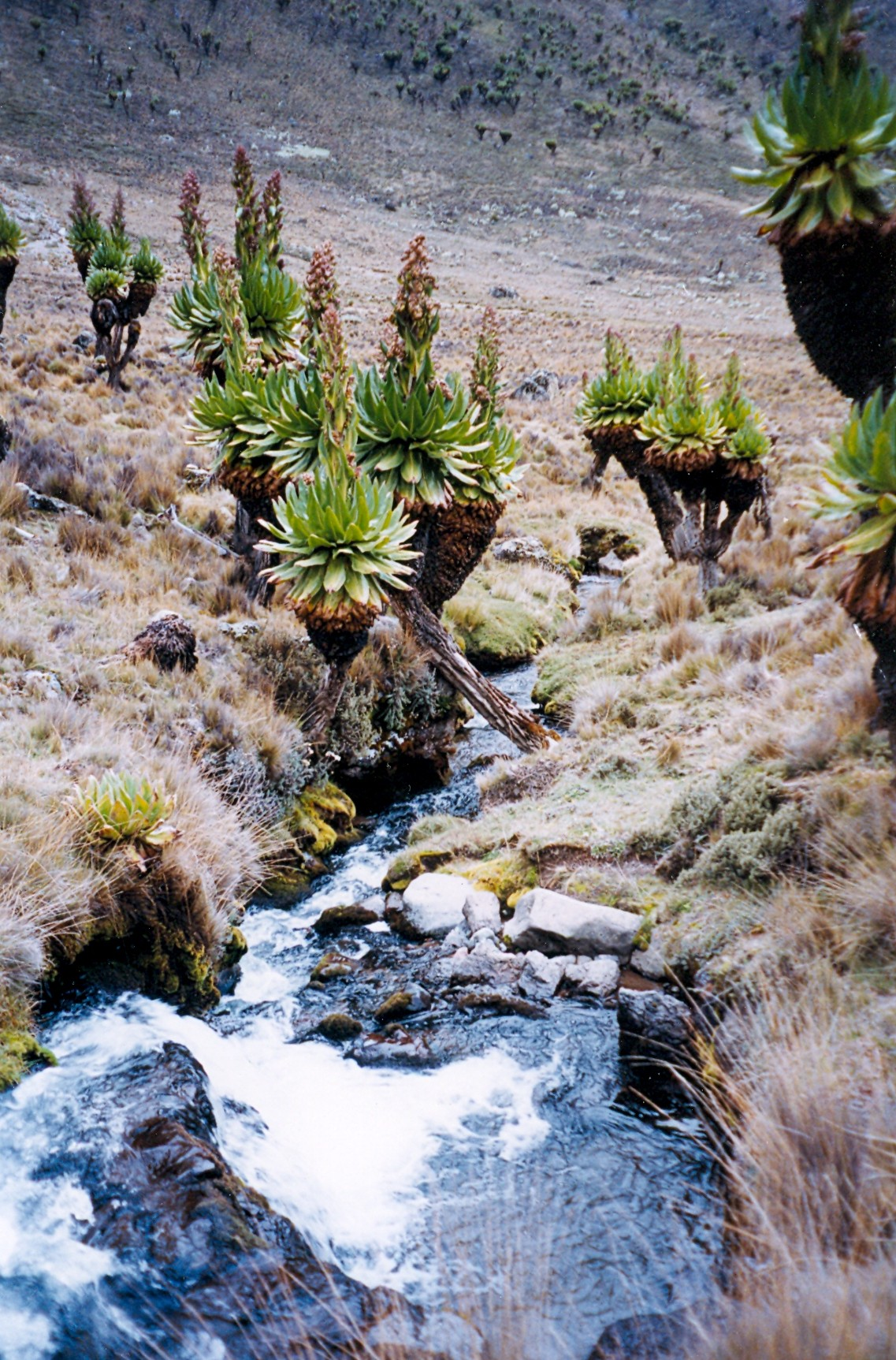
Dendrosenecio keniodendron på Mount Kenya.

Trädgränsskogen finner man vanligtvis mellan 3000 m ö.h. och 3500 m ö.h., även om den utsträcker sig till lägre höjder på de torrare sluttningarna.
Mindre träd dominerar i trädgränsskogen och de karakteristiska träden är afrikanskt rosenträ (Hagenia abyssinica) och jättejohannesört (Johannesörtssläktet).  Vanligt förekommande blommor är orange fackellilja (Fackelliljesläktet
), jätte-skogslobelia (Lobelia bambuseti) och violer (Viola spp.).
Man hittar bara ett fåtal däggdjur på Mount Kenyas högre höjder. Förutom klippdassen finner grådykaren det möjligt att leva här, och är viktiga för ekosystemet. Mindre däggdjur som den räffeltandade råttan kan överleva här genom att göra bohåla i jättekorsörten och använda dess tjocka stam av döda blad som isolering.

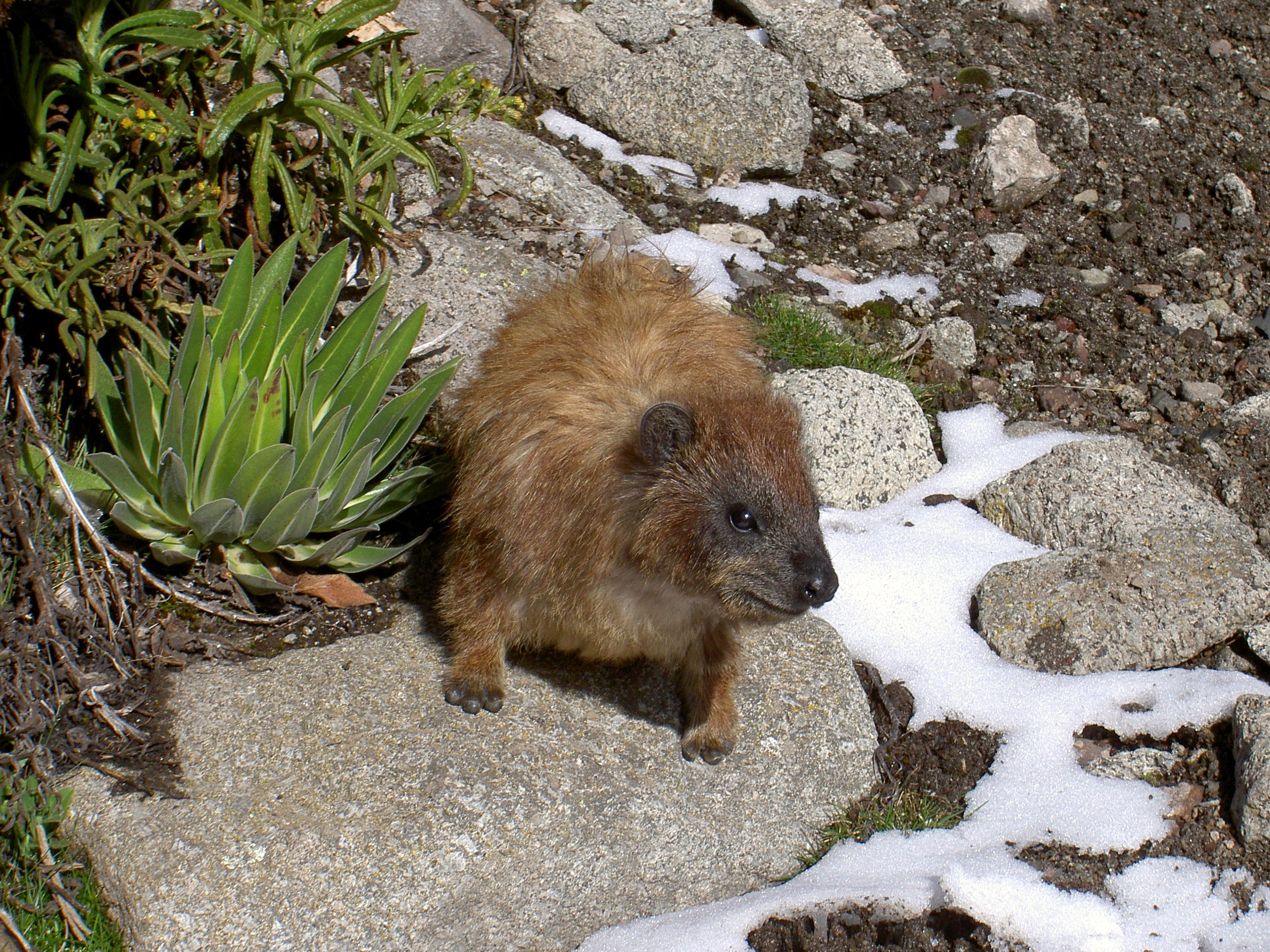
Klippdassen kan klara ett mer extremt klimat och påträffas ända upp i Kirinyagas högsta vegetationszon.

### Hed och busksnår
Hedmarker och tät buskvegetation upptar intervallet mellan 3200 m ö.h. och 3800 m ö.h. Hed täcker våtare ytor, medan sammanhängande busksnår föredrar torrare mark.  De flesta växter i dessa områden är buskar med små blad. De dominerande växtarterna på dessa hedmarker hör till klockljungssläktet Erica, där vissa kan bli över 10 meter höga. Buskvegetationens växter är snårigare och mer aromatiska, såsom afrikansk malört (Artemisia afra) och sockerbuske (Protea kilimanjaro).
De örter man finner i hedlandet och buskzonen är ett släkte gentianaväxter (Swertia spp.) och arter av starrgräs (Carex spp.), med alpina arter växande högre upp i zonen.
Zonens djur är dels skogsarter och dels alpina arter. Det finns få bofasta stora djur i denna zon, men råttor, möss och sorkar lever på denna höjd, och deras predatorer, örnar, ormvråkar och glador finns där.  Hjordar av elandantilop syns ibland och tillfälligtvis lejon, men det finns inte längre noshörningar på Mount Kenya.

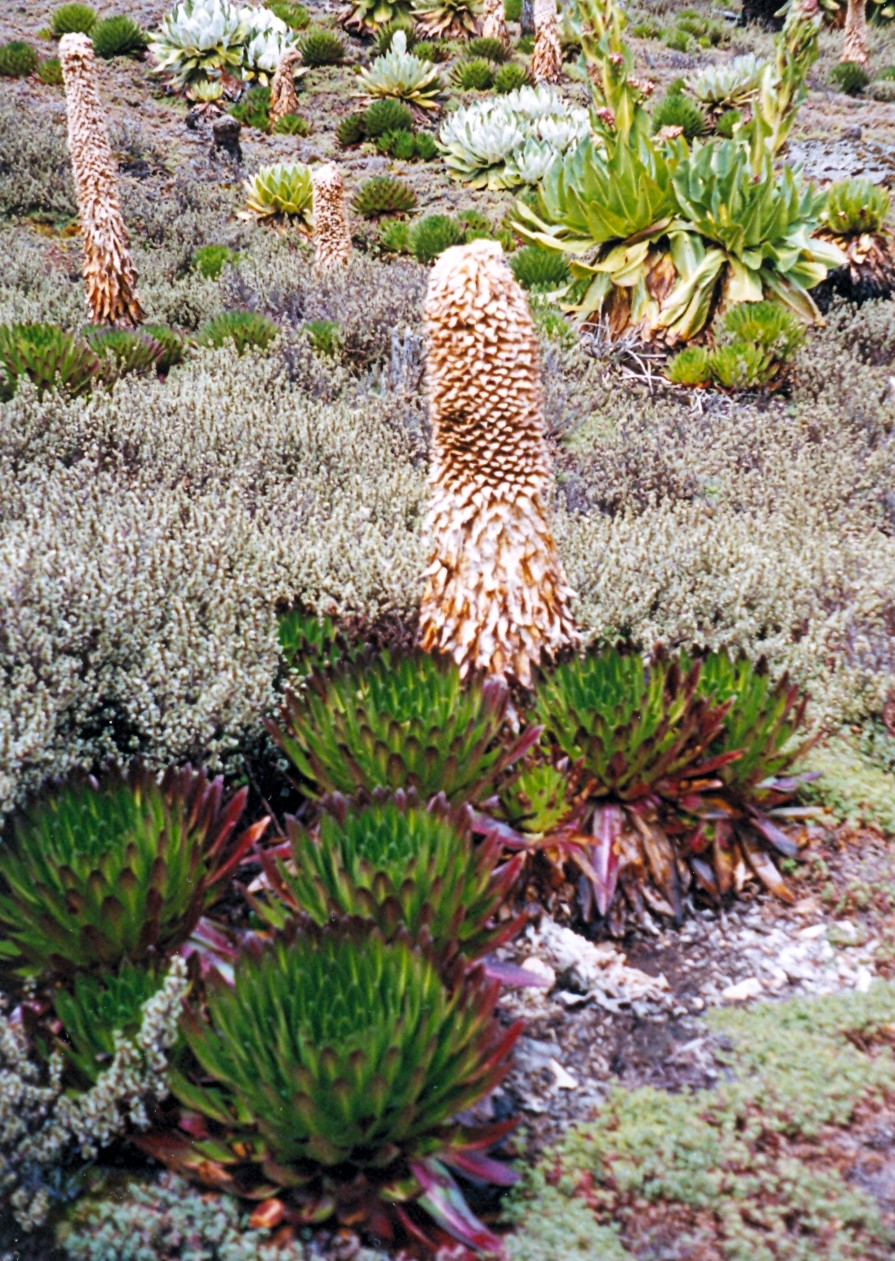
Jättelobelior, Mount Kenya.

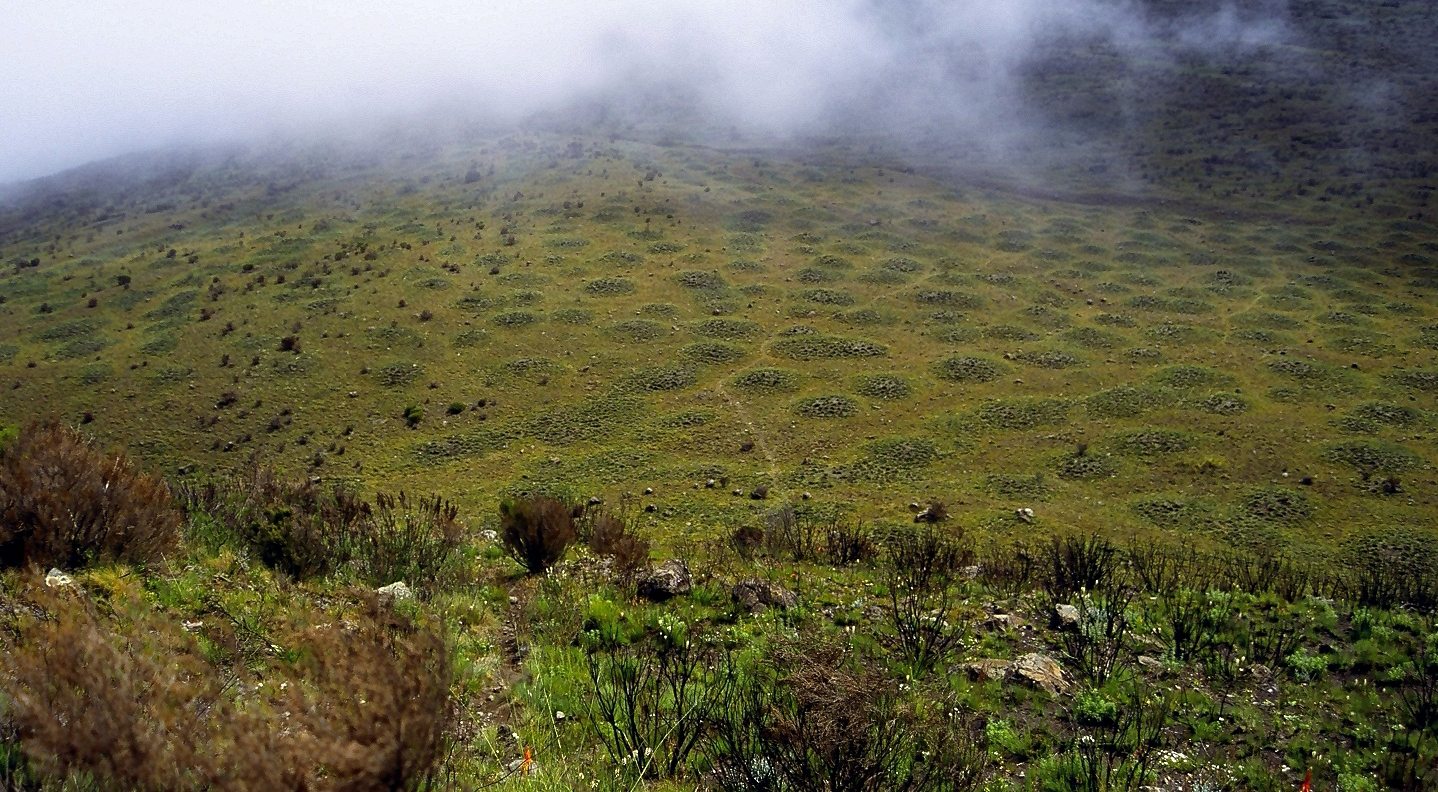
Den mönstrade marken under Mugi Hill på Mount Kenya orsakas av pipkrake och solifluktion.

### Afro-alpina zonen
Den afro-alpina zonen börjar vid cirka 3800 m ö.h.  Den karakteriseras av tunn torr luft och kraftiga temperaturväxlingar.
Växter är utsatta för jordrörelser, solifluktion, där frostfenomenet pipkrake produceras varje natt.  Denna is drar upp groddplantor och kan skada rötterna. Vissa växter har utvecklats att klara sig utan rötter, såsom lavar och marimo (Aegagropila-bollar).  Jättekorsörten (Dendrosenecio keniodendron) och  Lobelia keniensis har svampiga partier mellan cellerna i sina blad, där vatten kan samlas och frysa varje natt utan att skada plantan.
När dessa växter utsätts för temperaturer över 15 °C, blir fotosyntesen avsevärt reducerad.
Vegetationen blir allt torftigare på denna höjd, med dominans för småväxt och jättestor ljung.  Vissa, Philippias till exempel, kan nå en höjd på 10 m.  Den dominerande växten i den afro-alpina zonen på Mount Kenya är annars tuvgräs Festuca pilgeri.
Här och på närliggande berg finns det tre sorters iögonenfallande örter med väldiga bladrosetter: förutom jättelobelior, Carduus och Dendrosenecio-arter.  Carduus keniensis, jättetisteln, är endemisk för Mount Kenya och Aberdares.
Jättekorsörter, "Dendrosenecio" (tidigare Senecio spp.), hittas bara kring alpina bältet på östafrikanska berg. En som konstaterade detta var den svenske botanikern Olov Hedberg (1923–2007), och de avvek så markant från vanliga senecior att de då tilldelades ett särskilt subsläkte  "Dendrosenecio". Detta har numera övergått till ett eget släkte. Jättekorsörter har upp till en meter långa blad i rosett, och somliga arter har arborescenta (trädlika) stammar. Jättekorsörten Dendroenecio keniensis är endemisk för Mount Kenya.  Den är en jätterosett-ört, som kan växa sig upp till 6 meter hög. Den tenderar att växa i täta grupper av jämnhöga plantor, och blommar vart femte till tjugonde år ofta synkront med resten av populationen.
Två arter, Dendrosenecio keniodendron och Dendrosenecio keniensis skiljer sig åt i fråga om höjd öh och topografi.  D. keniodendron uppträder oftare med ökande höjd över 3 900 m ö.h. upp till 4 500 m ö.h., medan D. keniensis främst håller till under 4 000 m ö.h. och mycket sällan över 4 200 m ö.h.  På lägre höjder stöter man på D. Battiscombei företrädesvis i blötare dalgångar och D. keniensis mest på torrare sluttningar. Vid närmare kontakt uppträder också hybrider.
Andra förekommande arter är Carex monostachya, Agrostis trachyphylla, Carduus platyplyllus, Arabis alpina, Senecio keniophytum och  Lobelia telekii.
Här finns vidare jättelika tuvgräs - Festuca pilgeri i blötare terräng och Pentaschistis minor i torrare.

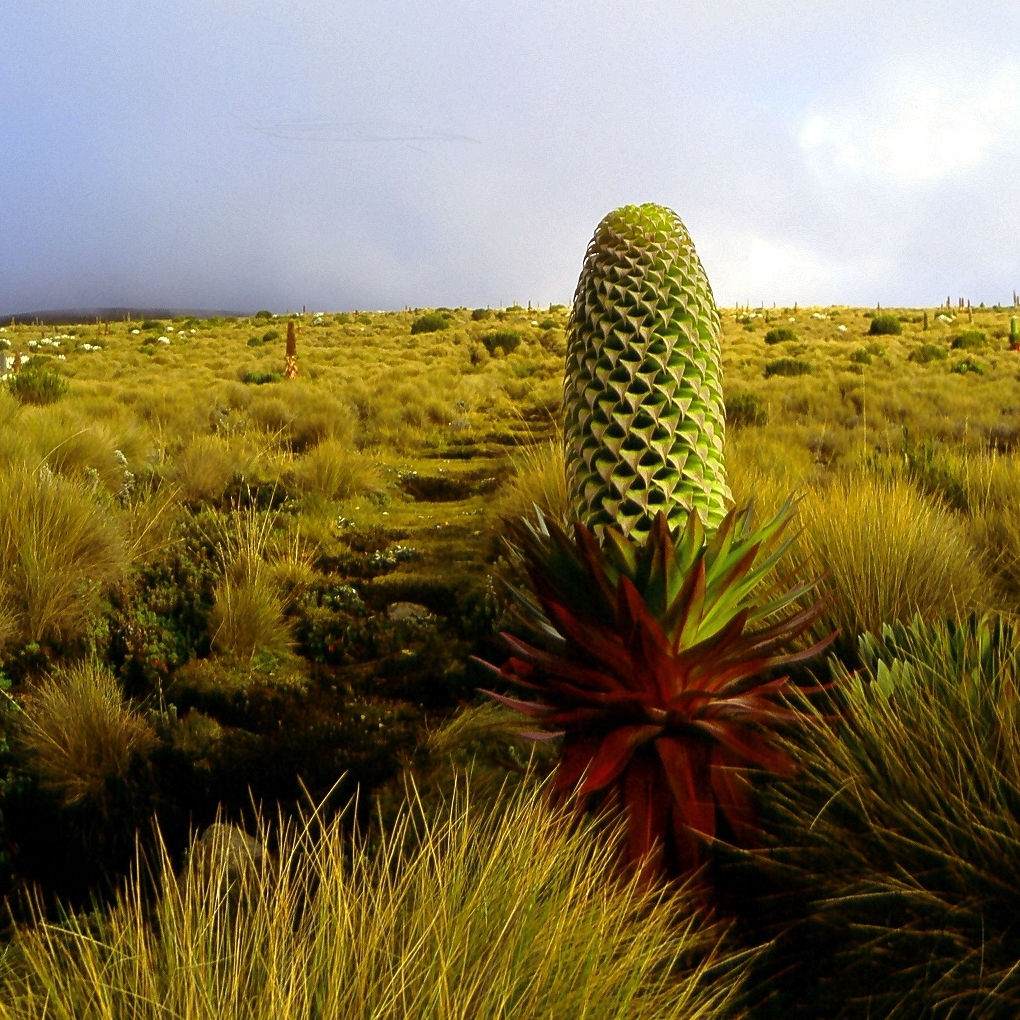
Jättelobelior växer som oskaftade bladrosetter upp till 50 cm tvärsöver, men producerar i slutfasen upp till 3 m höga blomställningar. Tuvgröe förekommer rikligt jämte lobeliorna.

Senecio keniensis, Lobelia keniensis och tuvgröe gräs dominerar på de våtare ytorna.  Alchemilla arterna A. cyclophylla, A. argyrophylla och A. johnstonii överväger i den torrare terrängen.
Det finns över 100 arter vilda blommor i den afro-alpina zonen, bland andra från hedblomstersläktet (Helichrysum), från ranunkelsläktet (främst Ranunculus orephytes), från släktet Haplocarpha (främst Haplocarpha rupellii) och Gladiolus crassifolius. Till följd av att blomningstiderna varierar, så är vissa arter i blom året om.
På de alpina sluttningarna finns det gott om fåglar. Många arter av solfåglar lever här liksom den nyfikna och orädda alpina stenskvättan Cercomela sordida . Vidare finns starar, ärlor och rovfåglar som Buteo rufofuscus, lammgam, Mackinders's örnuggla,  och klippörn (specialiserad på jakt av klippdassar).  Det är fåglar som pollinerar Lobelia arterna.
Här fladdrar fjärilar, men det finns inga bin, getingar, löss eller myggor.
Forell har planterats in i bäckar och tjärnar och påträffas numera på flera ställen på berget.
Mindre däggdjursarter bor i den afro-alpina zonen, inkluderande egentliga öronråttor, jättemullvadsråttor, olika afrikanska sovmöss och klippdassar. Bara ett fåtal stora däggdjur påträffas på denna altitud.  Eland och zebra finns i torrare terräng och grådykare kan man träffa på i hela den alpina zonen. Afrikansk buffel, elefant och hyenor är likaså besökare. Förekomsten bekräftas av att man oftare stöter på deras spillning än djuren själva.
Det enda mer vanligt förekommande större köttätande däggdjuret i den afro-alpina zonen är leoparden, även om lejon och hyenor också har observerats vid Point Lenana.

### Fjällzonen

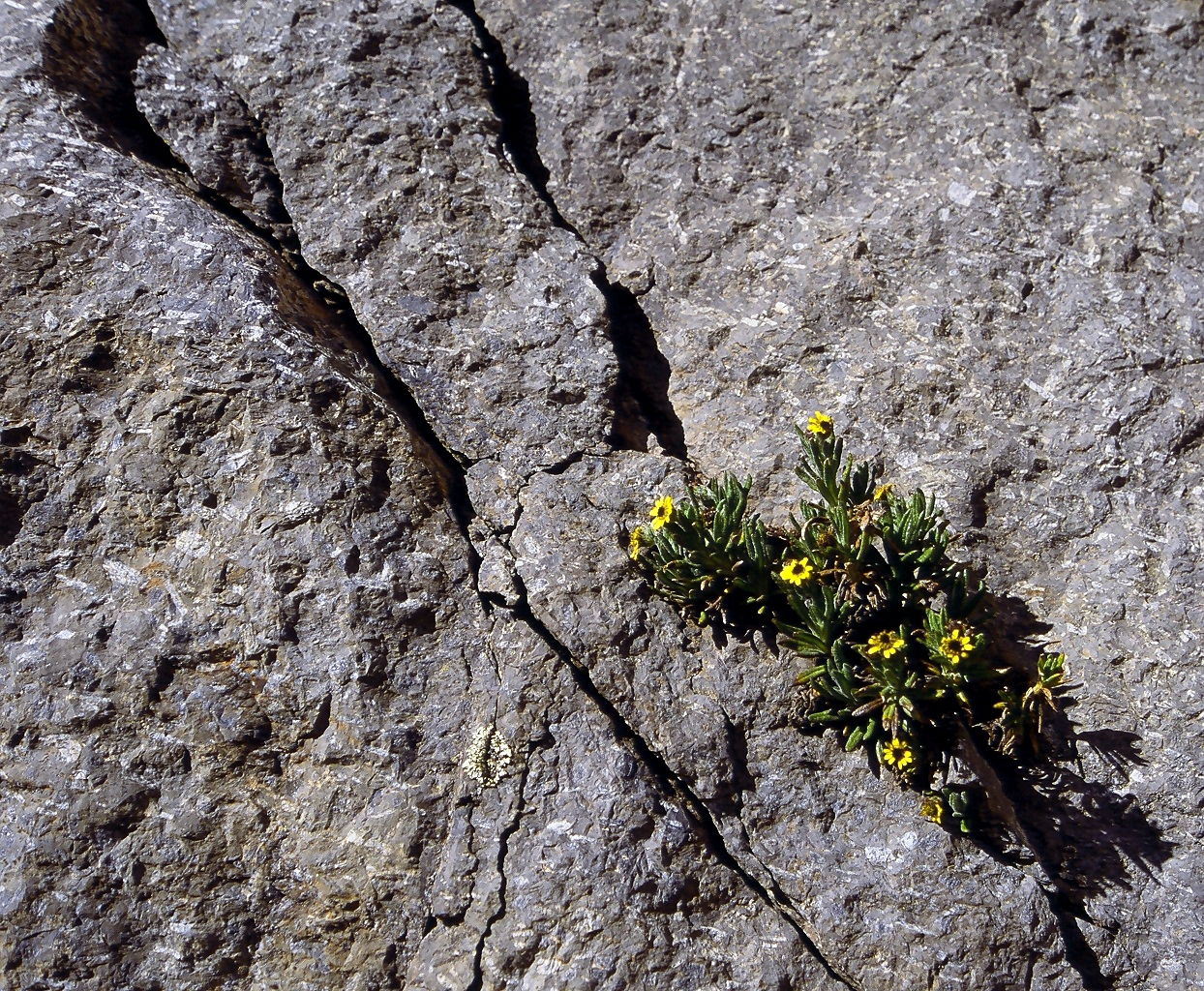
Växtligheten i den snötåliga zonen är knapp. Den måste vara liten för att klara klimatet.

Fjällzonen är området ovanför den mesta vegetationen. På Mount Kenya ligger detta område vanligtvis ovanför 4500 m ö.h. Där finns fortfarande spridda jättekorsörter, Helichrysum och Lobelia, plus några andra örter.
Buffel, elefant, leopard och hyena har alla iakttagits i denna zon, även om det är mycket sällan.

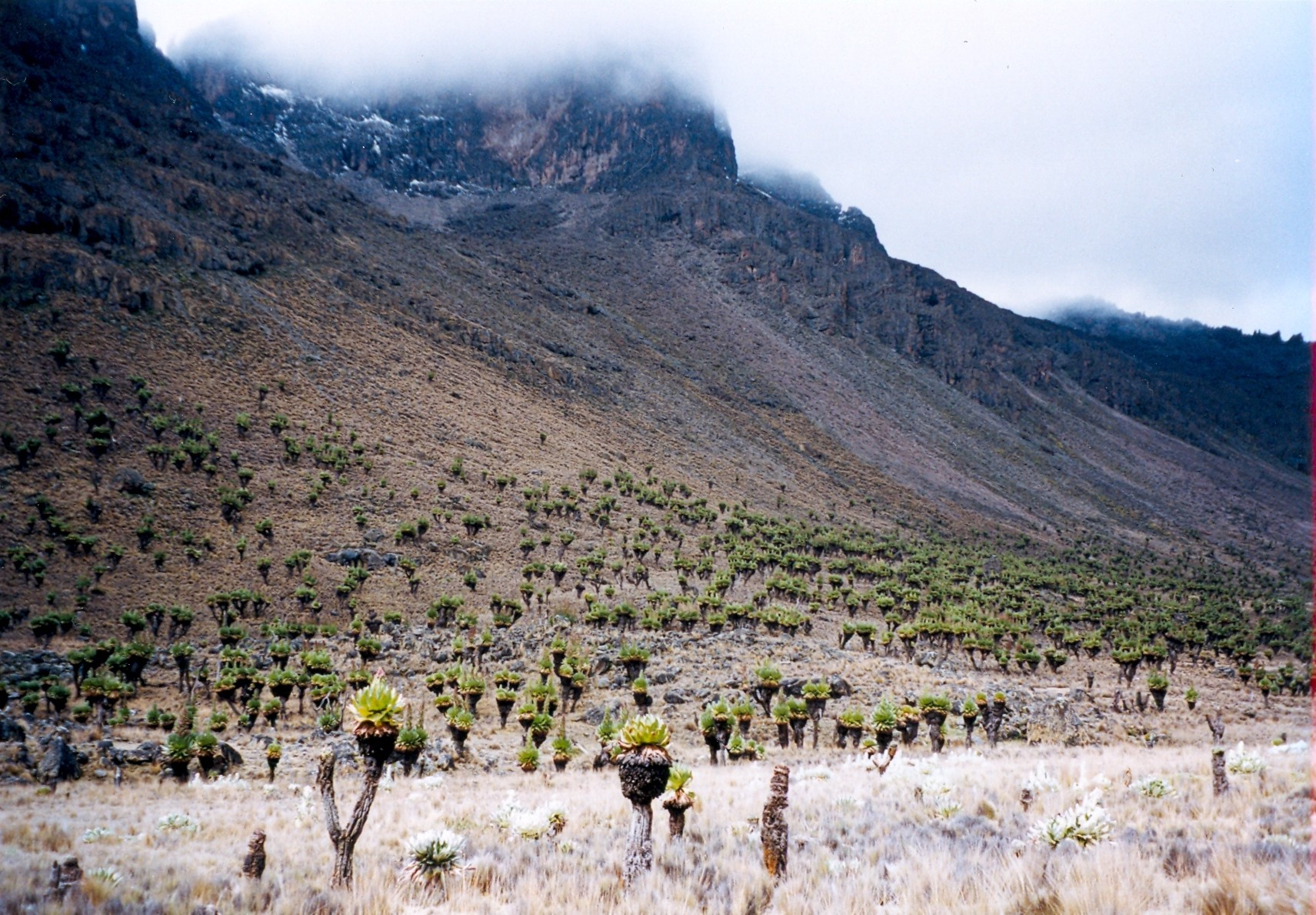
Jättekorsört Senecio keniodendron i Mackinder-dalen

## Fjällvandring och klättring

Karta över vandringslederna och raststugor runt Mount Kenya

Det finns åtta vandringsleder upp till huvudtopparna, vilka är nederoderade rester av den ursprungliga kraterkanten. De flesta av Mount Kenyas toppar har bestigits. Flertalet av dessa inbegriper bergsklättring som den enklaste vägen, även om några enbart kräver "scrambling" (kravlande) eller fjällvandring. Den högsta toppen som kan nås utan teknisk klättring är Point Lenana, 4 985 m ö.h. Majoriteten av de 15 000 årliga besökarna tar sig uppför denna topp. Som jämförelse är det omkring 200 personer som når upp på Nelion, medan bara 50 tar toppen på Batian.

### Vandringsleder

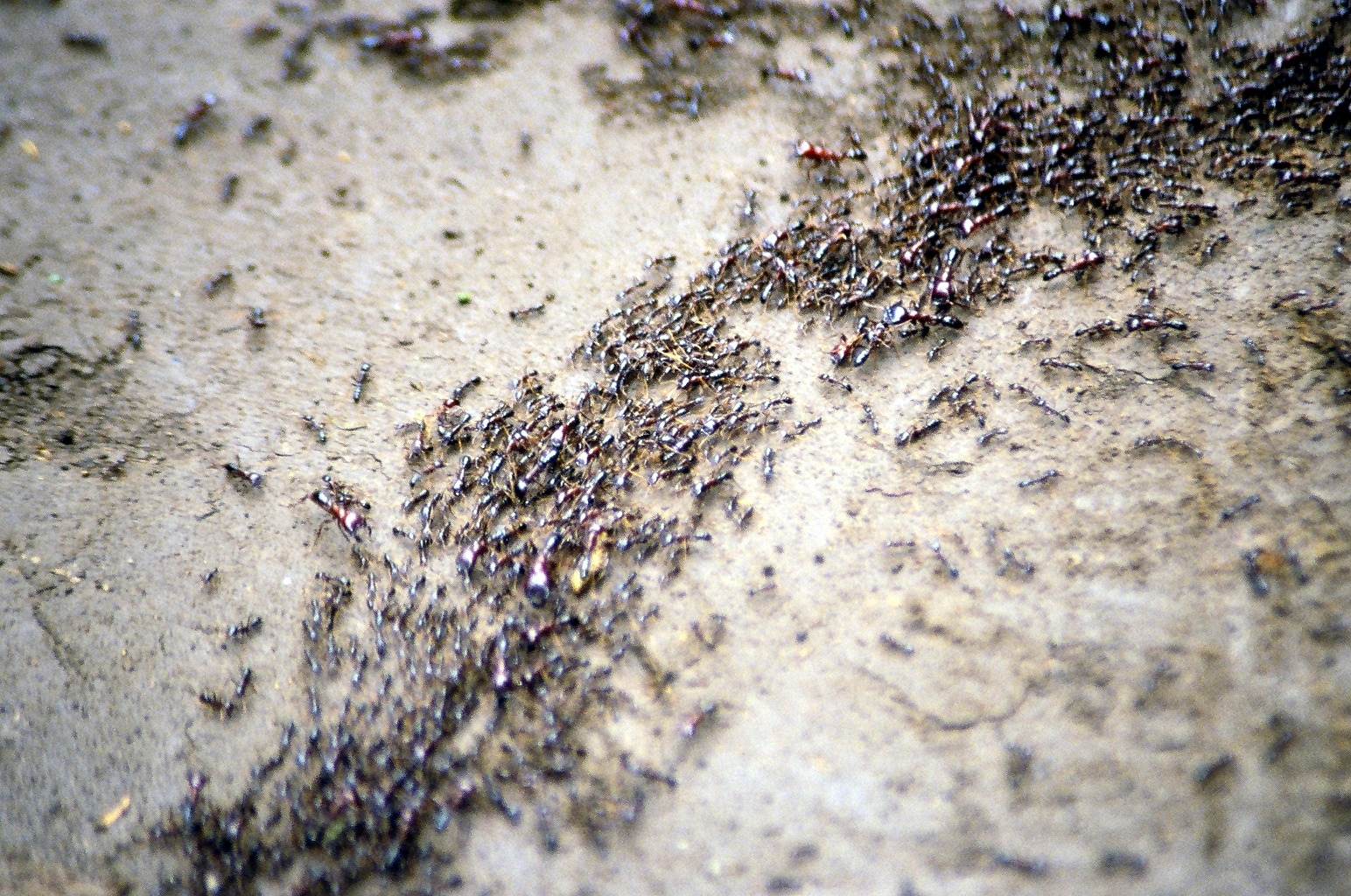
Vandringsmyror (Dorylus) drar fram i skogen i långa kolonner. De är lättast att se när de korsar lederna.

Medurs från norr utgår rutter från: Meru, Chogoria, Kamweti, Naro Moru, Burguret, Sirimon och Timau.
Av dessa används Chogoria, Naro Moru och Sirimon mest och har därför betjänade inkörsportar. Att gå de andra rutterna kräver specialtillstånd från Kenya Wildlife Service. Elefant och buffel kan dyka upp längs dessa rutter, särskilt i regnskogsdelen vid bergets fot. Vilda djur som anfaller människor förekommer och är en risk som vandraren får kalkylera med. Ett exempel är den svenska barnboksförfattaren Ingegerd Zetterlund, som under arbete sommaren 2002 på en sådan vandringsstig, blev dödad av en argsint elefant.
Alla åtta rutter kan nå varandra genom att de korsar den övre ringled som på drygt 4 000 m ö.h. leder runt de högsta topparna.
Chogoria-rutten
Denna färdväg leder från staden Chogoria upp till topp-ringleden. Den sätter kursen genom skogen sydost om berget till hedlandet. Den 32 kilometer långa vägen från infarten till skogen till parkingången avverkas ofta med motorfordon. Ett överflöd av vilt finns i skogen med kolonner av vandringsmyror Dorylus, som korsar vägen, trädlevande apor och tidvis elefanter, bufflar och leoparder. Färdvägen är i dåligt skick och kräver uppmärksamhet från föraren eller vandraren. Nära ingången till parken börjar zonen med bambu och exemplar som vuxit sig ända upp till tolv meter höga. Väl inne i parken, slingrar vägen sig genom skogar av palisander med lavar hängande från grenarna. På en viss plats delar sig rutten och den mindre stigen leder ned runt Mugi Hill och längs Ellis-sjön.
Nära slutet av rutten korsar den en liten bro över Nithi-strömmen. Efter ytterligare ett par hundra meter, stöter man på Gates-(vatten)fallet. Från heden har man utsikt över områden som Ithanguni och Jättens Biljardbord, innan den följer Gorges Valley. Leden når en ås ovanför Gorges Valley med ett panorama över bergstoppar, Lake Michaelson, Templet och på andra sidan dalen över Delamere och Macmillan-topparna. Hall Tarns är små fjällsjöar, som ligger på höger sida av vägen, förbi ovanför Templet, en 300 meter hög stenig ås med utsikt över Michaelson-sjön. När som rutten fortsätter, korsar den Nithi källor och sedan blir backen abrupt brant. Den delar sig, slutar i sydväst med Square Tarn och i väster uppe vid Simba Col, båda två på rundan kring topparna och nedanför Point Lenana. The Mountain Club of Kenya hävdar att Ithanguni och Jättens Biljardbord erbjuder en av de bästa bergsvandringarna i Kenya.
Naro Moru-rutten
Många vandrare som avser nå upp på Point Lenana tar Naro Moru-rutten.  Den kan man ta sig uppför på bara 3 dygn och den har förläggningar vid varje lägerplats. Rutten börjar vid staden Naro Moru på bergets västsida och klättrar upp mot Mackinder's Camp på topp-ringleden. Terrängen är vanligtvis bra, fast en sektion kallas VerticalBog.
Sirimon-rutten
Den här färdvägen närmar sig Mount Kenya från nordväst. Leden delar sig vid hedlanden, med den mest frekventerade delen längs Mackinder Valley medan den lugnare rutten tar sig över till Liki North Valley. Lederna återförenas vid Shipton's Cave just nedanför Shipton's Camp på toppringleden.
Toppringleden
Denna led tar sig runt huvudtopparna, en sträcka på runt 10 km, enligt Lonely Planet en förbisedd fjällvandring i sig för den som inte traktar efter toppcertifikaten. Beroende på dagsform kan den klaras på 4-9 timmar. Den är även förbindelselänk mellan olika upp- och nerfartsrutter. Denna ringled kräver ingen teknisk klättring.

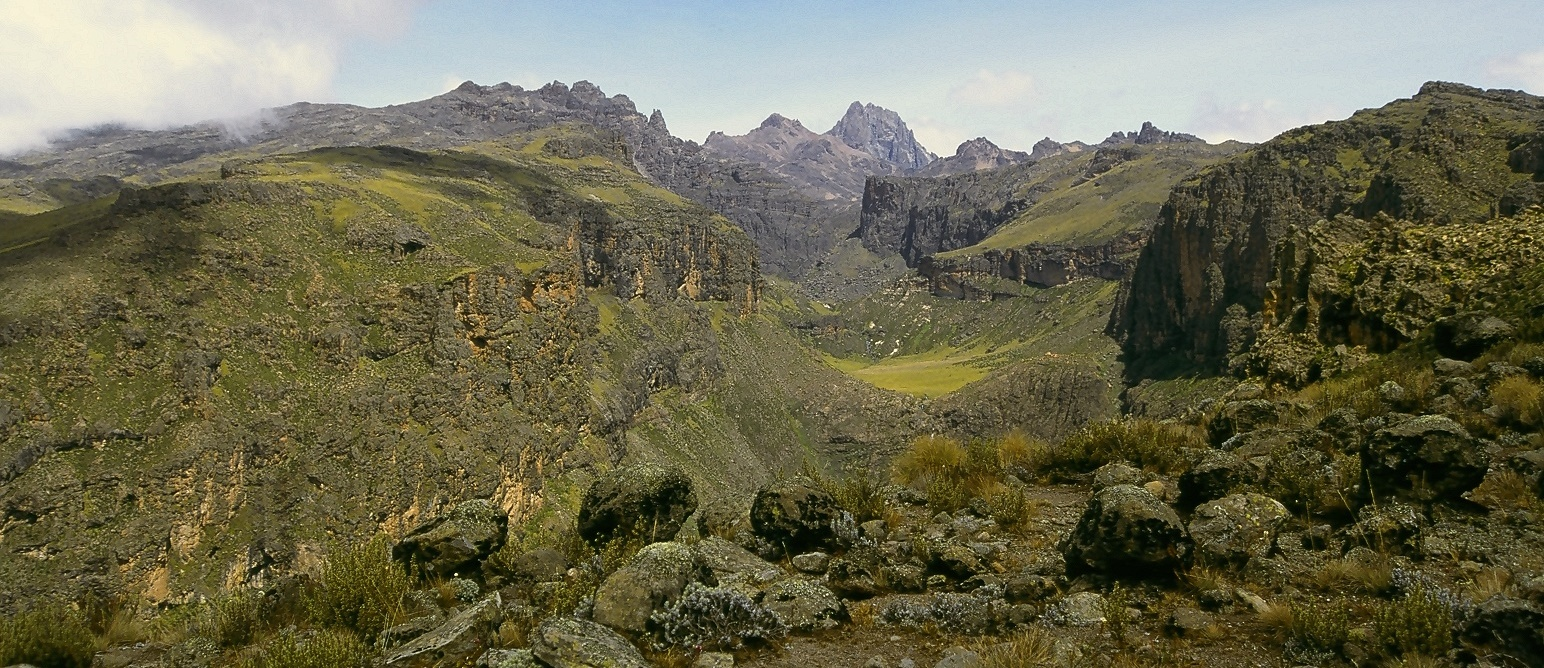
Gorges Valley är ett framträdande inslag längs Chogoria-rutten.
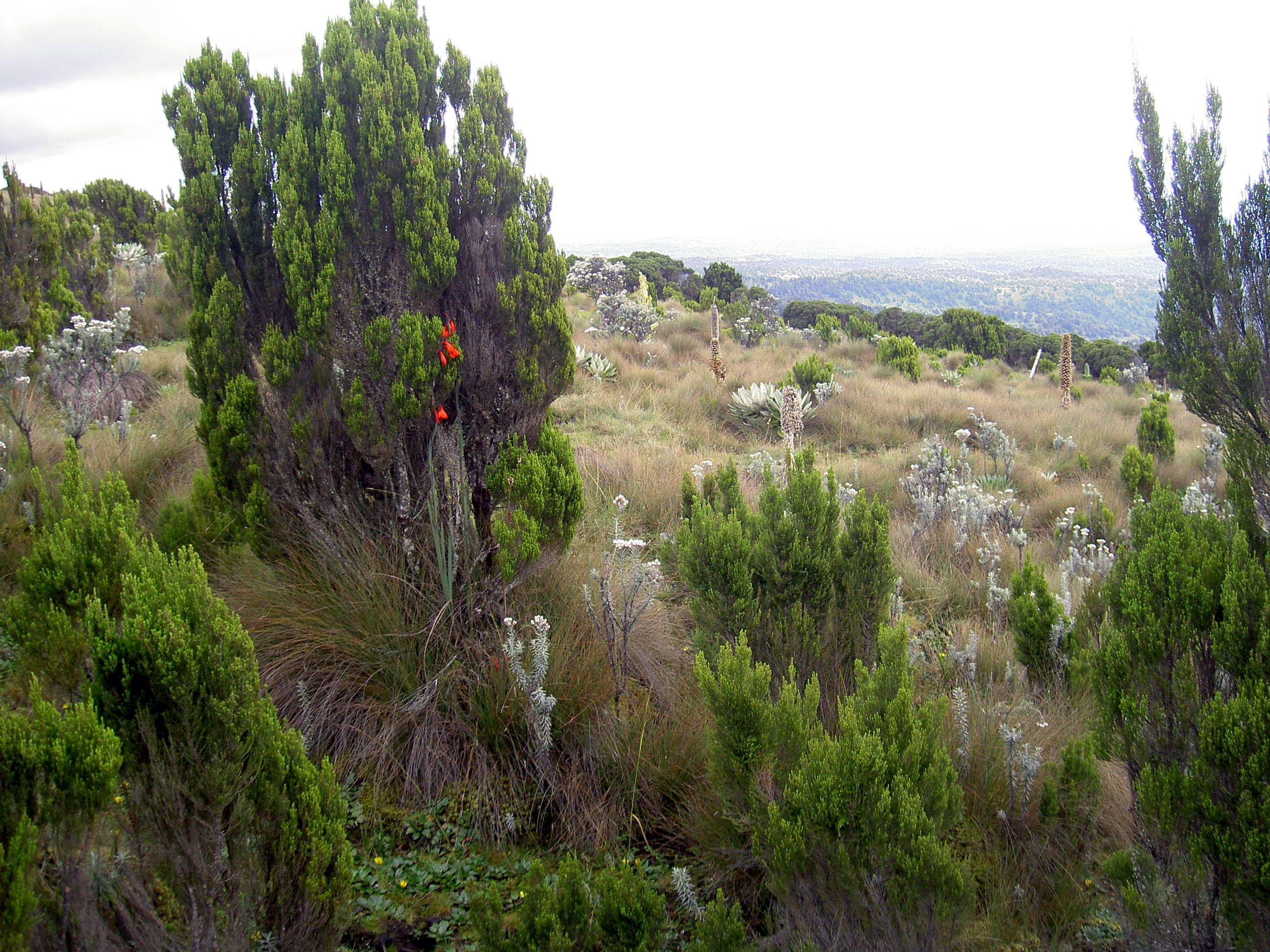
”Vertical bog” på Mount Kenya längs Naro Moru-rutten.
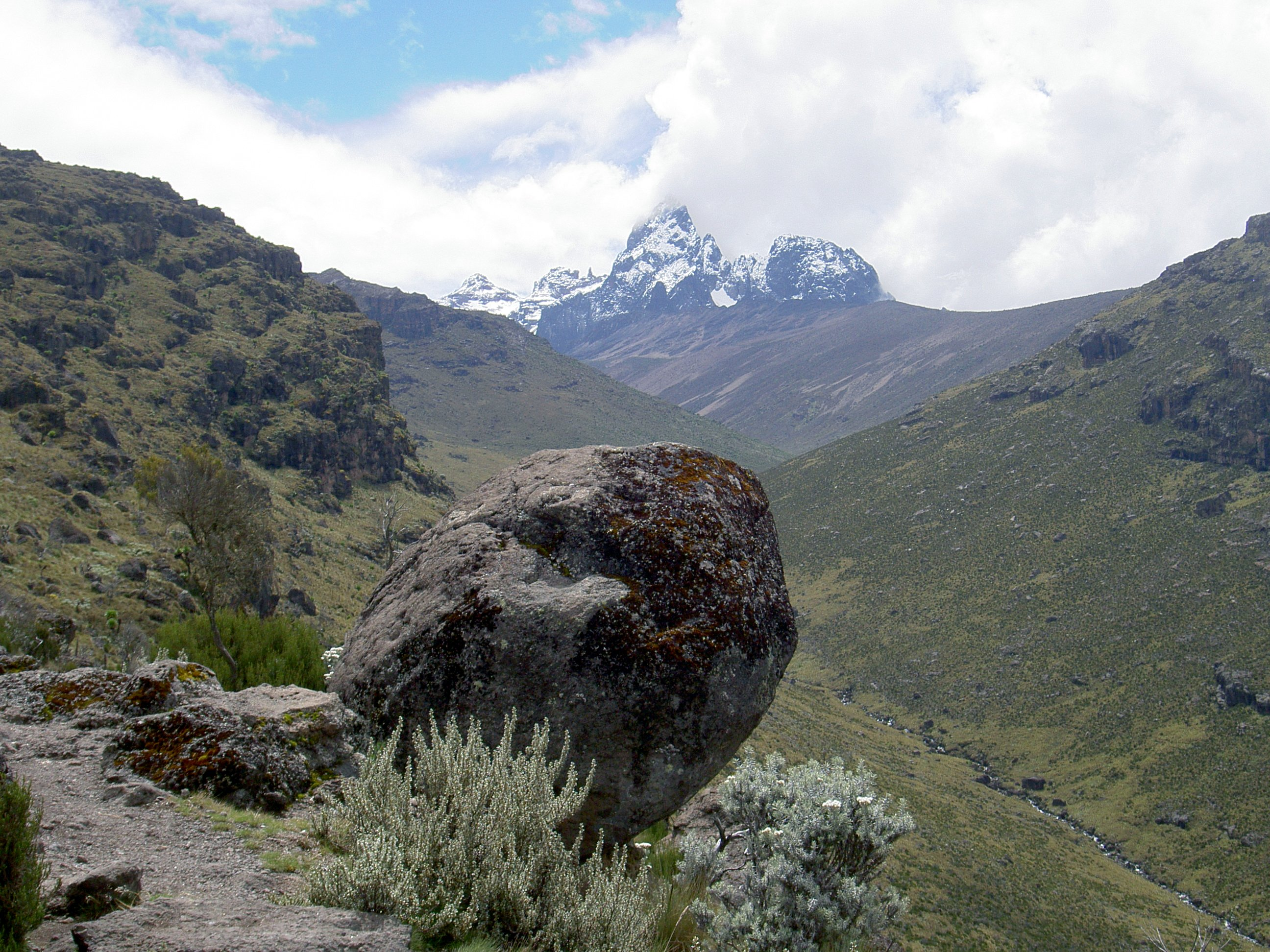
Utsikt mot topparna utefter Mackinder-dalen på Sirimon-rutten.

### Alpin klättring

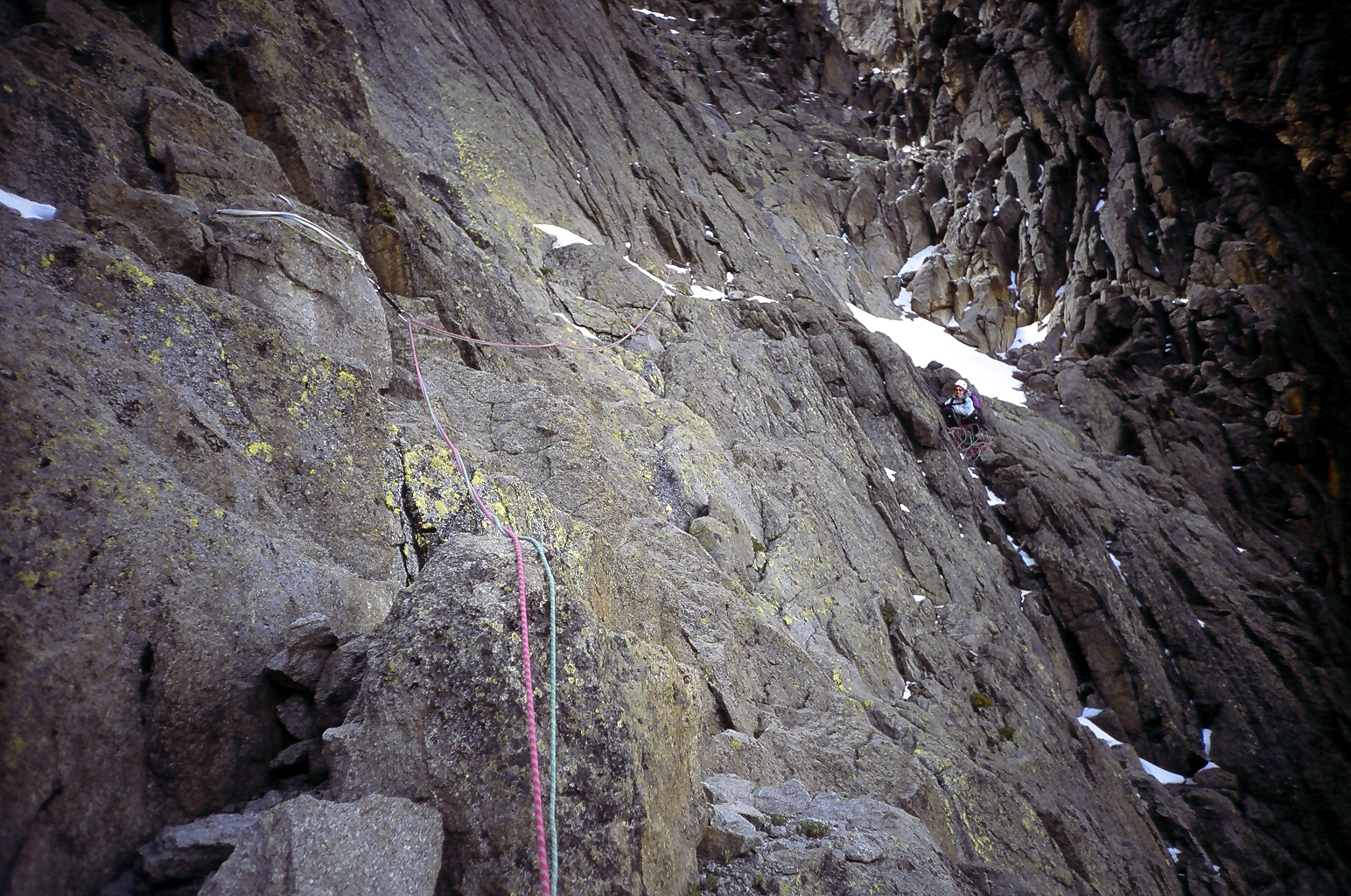
Flertalet av Mount Kenyas toppar kräver bergsklättring.

Batian besegras vanligtvis via North Face Standard Route, UIAA grad IV+. Firmin och Hicks hette herrarna som först besteg toppen 1944. Jimmy Johansson var den förste svensk att soloklättra Diamond Colouir och sedan åka skidor utför toppen, Aug 2005. Rutten klättras mestadels på två dagar. The Normal Route är den mest använda uppför Nelion. Shipton och Wyn-Harris var först att ta den 1929. Det är möjligt att ta sig mellan de två topparna via Gates of Mist, men det innebär oftast att en natt får tillbringas i Howell hut på Nelion.
De närliggande topparna runt kraterkanten erbjuder också god klättring. Dessa kan angripas i Alpine style och varierar i svårighetsgrad från att klänga och kravla till regelrätt klättring vid UIAA grad VI. De är användbara för acklimatisering, innan man ger sig på de högre topparna och givetvis som uppstigningar i sig själva.
Graderna i tabellen nedan är enligt UIAA alpin klättring.
| Topp            | Höjd        | Route Name                 | Grad   | Säsong*        | Första uppstigning                                    |
| Batian          | 5199 m ö.h. | North Face Standard Route  | IV+    | Sommar         | A.H. Firmin och P. Hicks, 31 juli 1944                |
| Batian          | 5199 m ö.h. | South-West Ridge Route     | IV     | Vinter         | A.H. Firmin och J.W. Howard, 8 januari 1946           |
| Nelion          | 5188 m ö.h. | Normal Route               | IV-    | Sommar /vinter | E.E. Shipton och P.W. Harris 6 januari 1929           |
| Batian/Nelion   | -           | Ice Window Route           | V-     | Sommar         | P. Snyder, Y. Laulan och B. LeDain 20 augusti 1974    |
| Batian/Nelion   | -           | Diamond Couloir            | VI     | Sommar         | P. Snyder och T. Mathenge 4-5 oktober 1973            |
| Pt Pigott       | 4957 m ö.h. | South Ridge                | III+   | Sommar /vinter | W.M. och R.J.H. Chambers februari 1959                |
| Thomson's Flake | 4947 m ö.h. | Thomson's Flake            | VI     | Sommar /vinter | L. Herncarek, W. Welsch och B. Cliff 9 september 1962 |
| Pt Dutton       | 4885 m ö.h. | North-East Face and Ridge  | IV     | Sommar /vinter | S. Barusso och R.D. Metcalf 4 augusti 1966            |
| Pt John         | 4883 m ö.h. | South-East Gully           | III    | Sommar         | E.E. Shipton och R.E.G. Russel 18 december 1929       |
| Pt Melhuish     | 4880 m ö.h. | South-East Face            | IV+    | Sommar /vinter | R.M.Kamke and W.M. Boyes december 1960                |
| Pt Peter        | 4757 m ö.h. | North-East Gully och Ridge | III    | Sommar /vinter | E.E. Shipton och H.W. Tilman juli 1960                |
| Pt Peter        | 4757 m ö.h. | Window Ridge               | VI, A1 | Sommar /vinter | F.A. Wedgewood och H.G. Nicol 8 augusti 1963          |
| Midget Peak     | 4700 m ö.h. | South Gully                | IV     | Sommar /vinter | E.E. Shipton och H.W. Tilman augusti 1930             |

* Klättringssäsong avser norra hemisfärens årstider.

### Inkvartering
På Mount Kenya finns många olika boenden för turister med varierande standard. De mer lyxiga stugorna är belägna på de lägre sluttningarna, i och runt skogen. Dessa stugor har hotellstandards inkvartering, ofta med stockvedsbrasa och rinnande varmvatten. Många erbjuder guidade vandringar och dessutom andra aktiviteter som fiske och fågelskådning.
Stugorna högre upp på berget är mer primitiva.